# Македонский язык
Македо́нский язы́к (самоназвание: македонски јазик) — язык македонцев, один из славянских языков. В генетическом плане наиболее близок к болгарскому языку, вместе с которым образует восточную подгруппу в рамках южнославянской языковой группы. По типологическим особенностям схож с языками балканского союза. Распространён преимущественно в Северной Македонии, небольшие группы носителей македонского живут также в Албании, Болгарии, Греции, Сербии, Хорватии, в ряде стран Западной Европы, в США, Канаде, Австралии и других странах. Македонский является официальным языком Северной Македонии (с 1991 года). Выполняет некоторые официальные функции в Албании. В Боснии и Герцеговине и Румынии для македонского предусмотрена возможность получения статуса регионального языка.
Общее число говорящих, согласно данным переписей, составляет порядка 1,408 млн человек (2015), из них для 1,345 млн носителей, живущих в Северной Македонии, македонский язык является родным (2002). По оценочным данным, число владеющих македонским как родным и вторым языком определяется в пределах от 2 до 3,5 млн человек (2001).
К особенностям македонского языка, которые отличают его от остальных южнославянских языков или сближают с некоторыми из них, относят такие фонетические черты, как отсутствие долгих гласных фонем; отсутствие редукции гласных; переход праславянской носовой *ǫ в гласную а (рака «рука»); наличие слогообразующей сонорной [r̥]; наличие специфических палатальных согласных аффрикат ќ, ѓ (свеќа «свеча», меѓа «межа»); фиксированное ударение, падающее не далее третьего слога от конца слова (акцентной группы), и т. д.
В числе морфологических черт отмечаются такие, как утрата падежных флексий; наличие артикля, указывающего на определённость и пространственное положение (книга «книга», книгата «эта книга», книгава «вот эта книга», книгана «та книга»); наличие сложной системы модально-временных глагольных форм; распространение аориста и имперфекта; аналитическое образование будущего времени с помощью частицы ќе; наличие пересказывательного наклонения; формы глагола настоящего времени с частицей да на месте инфинитива и т. д.
Основной лексический фонд составляет общеславянская лексика, в разное время в македонский язык вошли заимствования из греческого, турецкого, сербохорватского и других языков.
В македонском языке выделяются три диалекта: северномакедонский, западномакедонский и юго-восточный македонский (восточномакедонский).
Литературный язык был кодифицирован в середине XX века на базе центральных говоров западномакедонского диалекта. До кодификации македонский идиом чаще всего рассматривался, в том числе и самими македонцами, как группа диалектов болгарского языка.
Языковые особенности македонского языка отражают письменные памятники старославянского / церковнославянского языка X—XI веков: Мариинское, Зографское, Ассеманиево евангелия и другие. В основе македонской письменности лежит кириллица.

## О названии
Название «македонский» введено в официальное употребление в 1945 году. Современный славянский македонский язык не связан преемственностью с распространённым в данной области в античный период древнемакедонским языком, который, предположительно был диалектом древнегреческого языка или же сильно эллинизированным древнебалканским языком, близким иллирийскому, фригийскому или фракийскому. В македонском языкознании термин «древнемакедонский» может употребляться также в качестве обозначения старославянского языка (старомакедонски јазик), при этом язык античной Македонии может обозначаться как «античный македонский» (антички македонски јазик). Ряд авторов использует термин «древнемакедонский» для названия раннего исторического периода развития славянского македонского языка (древних болгарско-македонских диалектов).
В XIX веке представителями македонской интеллигенции предлагалось несколько альтернативных названий для языка славян Македонии, например такие, как славяноболгарский / славено-болгарский, македоноболгарский, славяномакедонский / словеномакедонский и т. п. Все эти названия были малоизвестными и не получили хоть сколько-нибудь заметного распространения среди македонцев.

## Лингвогеография

### Ареал и численность

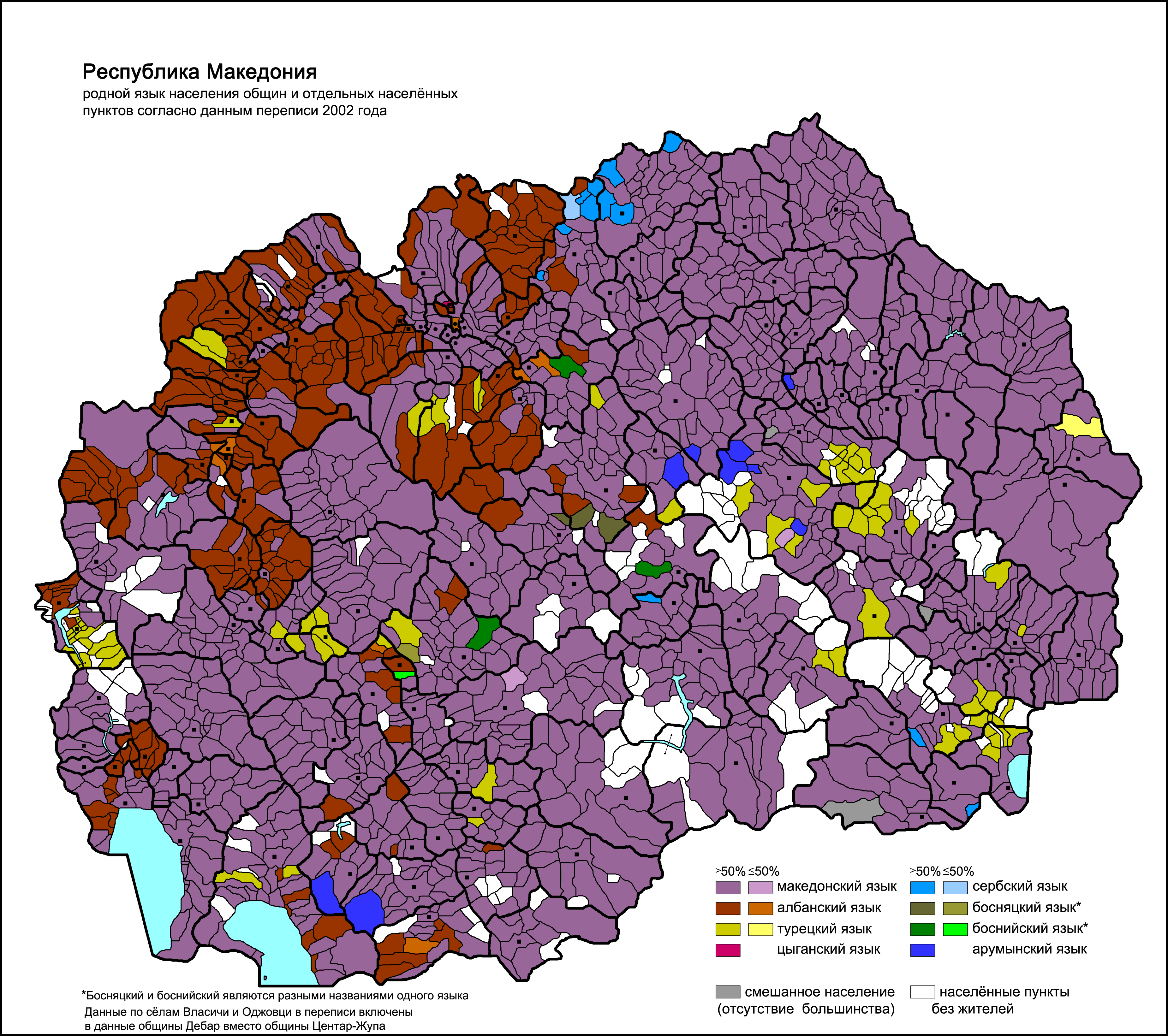
Распространение языков среди населения Республики Македония по данным переписи 2002 года

Основной территорией распространения македонского языка является Северная Македония. Согласно переписи 2002 года, из 2,0225 млн жителей Северной Македонии 1,3448 млн указали в качестве родного языка македонский, в том числе в столице государства Скопье — 341,34 тыс..
Численность этнических македонцев при этом составила 1,298 млн человек. Носители македонского языка согласно данным переписи представляют большинство населения во всех районах Северной Македонии, кроме северо-западной части страны, в которой численно преобладают албаноязычные жители.
Помимо Северной Македонии, македонский язык распространён также в ряде районов соседних с ней стран, представляющих разные регионы исторической области Македонии: в восточных районах Албании (около 75 сёл), в северных районах Греции и в юго-западных районах Болгарии. На данных территориях носители македонского языка представляют коренное население. В соседней Сербии жители, говорящие на македонском языке, как правило, не образуют районов с компактным расселением. Исключение составляют представители этнической группы горанцев, населяющие юго-западные районы сербского автономного края Косово и Метохия, фактически являющегося независимым частично признанным государством Республика Косово, и соседние с ними районы Албании. Македонская принадлежность горанских говоров отстаивается лингвистами Северной Македонии (Б. Видоеский), в Сербии и Хорватии (Д. Брозович, П. Ивич) их принято относить к сербохорватскому диалектному ареалу. Всего в косовской части региона Гора, по данным переписи 2011 года в Косове, численность горанцев составила 10 265 человек. Кроме того, македонцы представляют значительную часть населения в нескольких сёлах Воеводины (Дужине, Пландиште, Ябука).
При оценках численности македонцев в 120—350 тыс. человек в Албании, 200—250 тыс. — в Греции и 250 тыс. — в Болгарии, официальные данные по числу владеющих македонским языком в этих странах показывают сравнительно небольшие значения: 4443 человека — в Албании (2011) и 1404 человека — в Болгарии (2011). Официальная статистика по национальной принадлежности и родному языку в Греции отсутствует. В начале XX века (до Балканских войн) численность славян в Эгейской Македонии составляла 350 тыс. человек (включая около 41 тыс. славян-мусульман). После обмена населением 1923 года и после миграций вследствие гражданской войны в Греции 1946—1949 годов, по данным переписи 1951 года, в Греции оставалось 250 тыс. «славяноязычных греков». Приблизительное число говорящих на македонском языке в Греции в 2000-х годах, по разным источникам, оценивалось в пределах от 10 до 200 тыс. человек: 10—50 тыс. (по данным Доклада о положении с правами человека в странах мира, 2001); 80—120 тыс. (по данным немецкого лингвиста Х. Хаарманна, 2002); до 200 тыс. (по данным, изложенным в работе российского лингвиста Р. П. Усиковой, включающим численность всех греческих македонцев вне зависимости от владения македонским языком, 2005). Часть греческих македонцев после гражданской войны 1946—1949 годов переселилась в страны Восточной Европы и республики бывшего СССР.
Кроме стран балканского региона, македонский язык распространён как родной или второй язык среди македонских иммигрантов и их потомков во многих странах мира: в странах Западной Европы (Германия, Швейцария, Италия и другие), в США, Канаде и Австралии, где македонская диаспора составляет не менее 400 тыс. человек (2005). Наибольшее число носителей македонского языка вне Македонии по данным статистики живёт в Австралии — 68,846 тыс. человек (2011). По данным Министерства иностранных дел Северной Македонии 2008 года, в странах Западной, Юго-западной и Северной Европы общая численность македонцев составила 284,6 тыс. человек (больше всего, 75—85 тыс. — в Германии, 63 тыс. — в Швейцарии, 50 тыс. — в Италии, 12—15 тыс. — в Швеции), в США и Канаде — 350 тыс. человек, в Австралии и Новой Зеландии — 215 тыс. человек).
Всего в мире, по данным интернет-издания Ethnologue, общее число носителей македонского языка составляет порядка 1,408 млн человек (2015). По оценкам лингвиста В. Фридмана, численность говорящих на македонском определяется в пределах от 2—2,5 млн человек (1985) до 2—3,5 млн человек (2001).

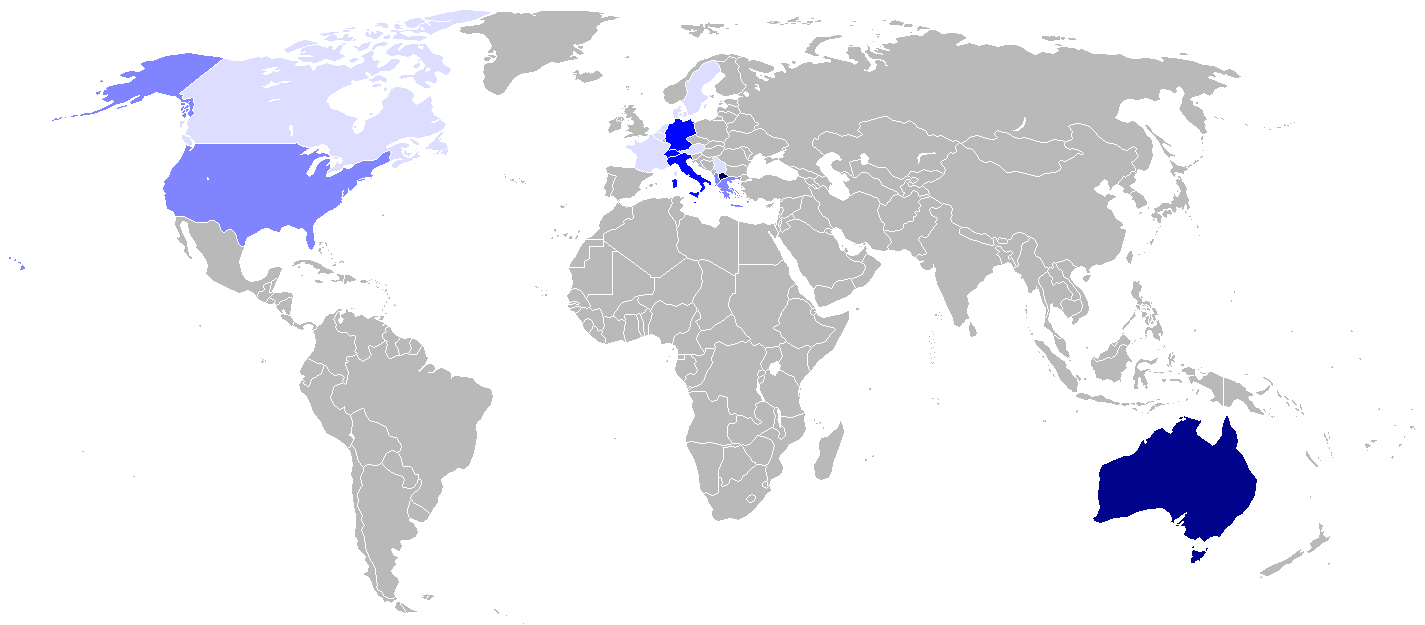
Распространение македонского языка в мире:
официальный язык, около 2 млн говорящих — Северная Македония;
около 70 тыс. говорящих — Австралия;
более 50 тыс. говорящих — Германия, Италия, Швейцария;
более 20 тыс. говорящих — Албания, Греция, США;
более 10 тыс. говорящих — Австрия, Бельгия, Дания, Канада, Нидерланды, Сербия, Франция, Швеция;
менее 10 тыс. говорящих — остальные страны

Австралия — второе государство в мире после Северной Македонии по численности населения, владеющего македонским языком (доля жителей македонского происхождения по регионам, 2011)

| государство        | численность (тыс. чел.) | численность (тыс. чел.) | численность (тыс. чел.) | численность (тыс. чел.) |
| государство        | данные переписи         | год переписи/ источник  | оценка                  | год оценки/ источник    |
| ------------------ | ----------------------- | ----------------------- | ----------------------- | ----------------------- |
| Северная Македония | 1 344,815               | 2002                    | 2 022,5                 | 2002                    |
| Австралия          | 68,846                  | 2011                    | 200,000                 | 2008                    |
| Германия           | —                       | —                       | 62,295— —85,000         | 2006 2008               |
| Италия             | —                       | —                       | 50,000— —73,407         | 2008 2011               |
| Греция             | —                       | —                       | 40,000                  | 2004                    |
| США                | 20,787                  | 2010                    | 200,000                 | 2008                    |
| Канада             | 17,245                  | 2011                    | 150,000                 | 2008                    |
| Сербия             | 12,706                  | 2011                    | 22,755                  | 2011                    |
| Швейцария          | 6,415                   | 2000                    | 63,100                  | 2008                    |
| Австрия            | 5,145                   | 2001                    | 10,000— —15,000         | 2008                    |
| Албания            | 4,443                   | 2011                    | 30,000                  | 2011                    |
| Швеция             | —                       | —                       | 5,376— —13,500          | 2012 2006               |
| Бельгия            | —                       | —                       | 7,325— —12,000          | 2012 2006               |
| Нидерланды         | —                       | —                       | 12,500                  | 2006                    |
| Дания              | —                       | —                       | 12,000                  | 2006                    |
| Франция            | —                       | —                       | 12,000                  | 2006                    |
| Великобритания     | —                       | —                       | 9,500                   | 2006                    |
| Хорватия           | 3,519                   | 2011                    | —                       | —                       |
| Болгария           | 1,404                   | 2011                    | 250,000                 | 2005                    |
| Румыния            | 0,769                   | 2011                    | —                       | —                       |
| Черногория         | 0,529                   | 2011                    | —                       | —                       |
| Россия             | 0,507                   | 2010                    | —                       | —                       |

### Социолингвистические сведения
Бо́льшую часть времени своего существования в тех или иных формах вплоть до кодификации 1945 года македонский язык использовался преимущественно как средство устного бытового общения, фактически представляя собой совокупность локальных говоров и профессиональных жаргонов, а также, возможно, региональных койне в Скопье, Битоле, Охриде и в других крупных городах. Языками богослужения для македонских славян долгое время были церковнославянский язык разных изводов и греческий язык, в качестве языка культуры использовался наддиалектный славянский идиом народной поэзии (фольклора). При общении с представителями других балканских этнических групп — греками, албанцами, влахами — македонцы могли переходить на их языки и диалекты. В официальном же общении македонские славяне использовали языки народов тех государств, которые в разное время владели македонскими землями. «Высокой» составляющей диглоссии для носителей македонских территориальных диалектов были греческий язык (в период господства в Македонии Византии), затем — турецкий язык (во время завоевания македонских земель Османской империей — до 1913 года) и сербохорватский язык (в период вхождения Вардарской Македонии в состав королевства Югославии — с 1918 по 1941 год), недолго — с 1941 по 1945 год (во время болгарской оккупации) — официальным в Северной Македонии был болгарский язык. Лишь только в последние 70 лет, начиная с 1945 года, языком официальной сферы для македонцев стал македонский литературный язык, основанный на родных южнославянских говорах. Данная языковая ситуация сложилась в современной Северной Македонии. В соседних странах и регионах с македонскоязычным населением — в Эгейской Македонии, в Пиринской Македонии и в Албании — македонские говоры продолжают оставаться в основном средством бытового общения. Носители македонского в этих странах являются билингвами, помимо родного языка практически все говорят на государственных языках Греции, Болгарии и Албании.
Литературная норма македонцев не опирается на длительную книжную традицию и потому близка к народно-разговорному языку. За основу литературного языка были взяты центральные говоры западномакедонского диалекта (Битола, Прилеп, Велес, Кичево). Данный диалектный регион является наиболее крупным по численности населения и по охвату территории, языковые черты центральных говоров в отношении взаимопонятности в равной степени близки особенностям остальных македонских говоров. При кодификации македонского языка были учтены также некоторые черты других диалектных регионов, прежде всего в области морфологии. Из юго-западных говоров, например, были взяты глагольные формы перфекта II и плюсквамперфекта II. Отчасти в создании языковых норм отражено влияние сербохорватского и болгарского языков, например, в отсутствии западномакедонской флексии -т в формах глаголов 3-го лица единственного числа настоящего времени: чита «читает», седи «сидит», лежи «лежит», знае «знает». Кроме того, в кодификации был учтён опыт языка фольклора, македонской авторской поэзии и драматургии начала XX века, тексты периода борьбы за освобождение от фашизма в 1941—1944 годах. На опыт сербохорватского языка македонские кодификаторы опирались при создании графики и орфографии, при выборе в качестве основы народно-разговорного языка и при отказе от языкового пуризма в области лексики. Выбор центральных говоров в качестве диалектной базы для формирования македонского литературного языка привёл к тому, что Скопье — столица, самый крупный город и культурный центр страны, оказался на периферии диалектного ареала, черты которого вошли в литературный язык. Поэтому разговорный язык жителей Скопье в настоящее время несколько отличается от стандартной нормы.
Македонский язык в настоящее время является государственным языком Северной Македонии (с 1991 года) и языком межнационального общения для народов этой страны. До 1991 года македонский язык был официальным в Народной и затем в Социалистической Республике Македония в составе СФРЮ. Кроме основного этноса — македонцев, на македонском говорят представители других народов, живущих в республике: албанцы (около 25 % населения), турки, арумыны, цыгане, сербы. Носители македонского языка в Северной Македонии, в основном те, кто получил образование во времена Югославии, в разной мере владеют также сербохорватским языком (данный язык оказывает заметное влияние на современный македонский язык в разных его формах). Статус македонского языка (от языка домашнего общения до единственного государственного языка) изменился в сравнительно небольшой период времени, вместе с этим изменилась и языковая ситуация в Республике Македония — македонский язык вытеснил из официальной сферы и сферы межэтнического общения все прочие языки: со второй половины XX века и особенно после 1991 года значительно снизилось значение сербохорватского языка, а сфера использования турецкого в XX веке сузилась в основном до языка бытового общения турецкого меньшинства. В македонском литературном языке в достаточно короткий срок развились разнообразные функциональные стили: научный, общественно-политический, административно-деловой, разговорный, публицистический, художественный и т. д.
На территории Северной Македонии македонский язык используется во всех сферах общественной жизни, присущих функциям государственного языка: в административном управлении, законодательстве, судопроизводстве, науке, образовании, культуре и т. д. За пределами Северной Македонии функции македонского языка сведены в основном к домашнему общению и, реже, к сфере культуры. В ряде стран македонский является предметом исследований в научных учреждениях. К крупнейшим зарубежным центрам изучения македонского относят университеты России, Франции, Германии, Австрии, Италии, США, Канады, Австралии. Курс македонского читается на филологических факультетах ведущих университетов Словении, Хорватии и Сербии.

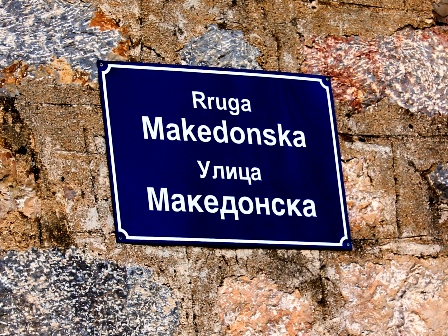
Двуязычный албанско-македонский указатель в селе Пустец (округ Корча, Албания)

Кроме Северной Македонии, официальные функции частично декларированы македонскому языку в некоторых районах Албании. На македонском, в частности, ведётся преподавание в начальной школе в некоторых македонских сёлах в регионе Преспа и в районе Охридского озера. Возможность получения македонским статуса регионального языка предусмотрена законодательствами Боснии и Герцеговины и Румынии. При ратификации этими странами Европейской хартии региональных языков или языков меньшинств македонский включён в число языков, которым гарантируется защита и развитие.
Вопросами нормирования, исследованием истории и современного состояния македонского языка занимается Институт македонского языка имени Крсте Мисиркова.
Современную македонскую речь представляют:
- македонский литературный язык (высокий, или нейтральный, стиль) — официальное, полуофициальное и неофициальное (бытовое) общение;
- разговорный язык:
  - разговорный стиль македонского литературного языка — полуофициальное и бытовое общение;
  - разговорное городское койне — бытовое общение;
- местные территориальные говоры — бытовое общение.

Выбор функциональной разновидности македонского языка говорящими делается осознанно, в зависимости от круга и задач общения македонцы могут переходить с высокого или разговорного стиля литературного языка на разговорное койне или локальный говор, и наоборот.
В полуофициальном и неофициальном общении македонцами употребляется так называемый разговорный язык. Это понятие включает две функциональные разновидности:
1. Разговорный стиль литературного языка. Это устная речь дикторов радио и телевидения, сценическая речь актёров театра, прямая речь персонажей литературных произведений, устная речь на лекциях и в разговоре преподавателей университета в Скопье, на международных семинарах македонского языка, литературы и культуры в Охриде и т. п. Разговорный стиль наддиалектен, его характеризует спонтанность и экспрессивность, наличие значительного числа сербизмов, турцизмов, интернациональной и диалектной лексики, формирование собственных словообразовательных моделей.
2. Разговорное городское койне — речь грамотных людей в общении с лицами своего круга и речь малограмотных людей. Для него характерны регионализмы на всех языковых уровнях и лексические сербизмы. Эта речевая форма может определяться как совокупность региональных койне. Наиболее значимым является скопское городское койне, на базе которого с учётом речи жителей других регионов, вероятно, может сложиться более обобщённый тип македонского койне, или просторечие.

Фрагменты речи студентов, приехавших в Скопье из разных регионов Северной Македонии, на скопском койне, которое включает те или иные регионализмы (запись Л. Миновой-Гюрковой):
| Скопское разговорное койне (с регионализмами) в сравнении с разговорным стилем литературного языка | Скопское разговорное койне (с регионализмами) в сравнении с разговорным стилем литературного языка | Скопское разговорное койне (с регионализмами) в сравнении с разговорным стилем литературного языка |               |
| Место жительства информанта                                                                        | Пример текста | Пример текста | Пример текста |
| Место жительства информанта                                                                        | разговорный язык (койне) | литературный разговорный стиль |               |
| -------------------------------------------------------------------------------------------------- | --- | --- | ------------- |
| Битола                                                                                             | Тој останва, да се докажи. | Тој останува, да се докаже. |               |
| Валандово                                                                                          | Седум дома уф Скопје, сеа баш учум, поретко излевум најного на кино, уф диско. | Седам дома во Скопје, сега баш учам, поретко излегувам најмного на кино, во диско-клуб. |               |
| Гевгелия                                                                                           | Воа jă един дел од мојто раскажувајне на сапунската серија «Подобор живот» или уф уригинал «Бољи живот». | Еве го еден дел од моето раскажување за сапунската серија «Подобар живот» или во оригинал «Бољи живот». |               |
| Делчево                                                                                            | Ето, дојде́х малце за пра́зниците и па ќе бегам накај Скопје. А и тамо не се врта ногу. | Еве, дојдов малце за празни́ците и пак ќе бегам накај Скопје. А тамо не се вртам многу. |               |
| Кавадарци                                                                                          | Некња беме со еден другар на кино. Се најдо́ме така у Трговски и си викаме: Кај к’ојме сеа? Аj к’ојме у «Бамби». Е, ај, извади́ме карти, си купи́ме бомбони, семки и влего́ме унатри.                                              | Некне бевме со еден другар на кино. Се најдовме така во Трговски и си викаме: Кај ќе одиме сега? Аj да одиме во «Бамби». Е, ај(де), извадивме билети, си купивме бонбони, семки и влеговме внатре.                                |               |
| Куманово                                                                                           | Гледа ли гу последњу епизоду од онуј серију? | Дали ја гледаше последната епизода од онаа серија? |               |
| Охрид                                                                                              | Некни ја гледаше Евровизијата? Немаше кузнајт шо песни, ама победничката беше срце. Догодина ко ќе пушчиме и ние некоја срцепарајуча. И нас толку ни чинит, поубо да не дојт, кăj нас евровизија да се држит, брука ќе паднит. | Некне ја гледаше Евровизијата? Немаше кој знае што песни, ама победничката беше срце. Догодина кога ќе пуштиме и ние некоја срцепарачка. И нам толку ни чини, поубаво да не дојде, кај нас евровизија да се држи, брука ќе падне. |               |
| Скопье                                                                                             | Требаше вчера да го гледаш филмот. Додуше на видео не може да дојде до изражај, али добар е. А ти текнуе кога го гледавме «Кум»? Еj тој филм у еден дах го гледав.                                                             | Требаше вчера да го гледаш филмот. Навистина на видео не може да дојде до израз, но добар е. А ти текнува кога го гледавме «Кум»? Е, тој филм во еден здив го гледав.                                                             |               |

Среди македонцев продолжают устойчиво сохраняться локальные говоры. Они являются преимущественно средством устного неофициального общения, которое используется жителями сельской местности. В то же время в той или иной форме диалектные формы встречаются в речи горожан.

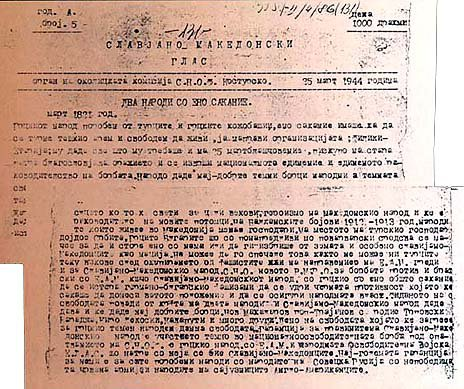
Газета «Славјано-Македонски Глас» — издавалась с 1943 по 1944 год в Греции на костурских говорах

Некоторые исследователи, прежде всего, в Греции и Болгарии отрицают существование самостоятельного македонского языка. Македонские диалекты в Болгарии рассматриваются как часть болгарского языкового ареала, а македонская литературная норма — как один из письменных вариантов болгарского языка — «письменно-региональная норма болгарского языка в Македонии» («македонска литературна норма», «македонска писмена норма»). Эта точка зрения является официальной для властей современной Болгарии. Во многом в связи со спорами о наименовании Республики Македония связано отрицание македонского языка греческой стороной. В Греции до 1980-х годов македонский язык находился под запретом. В настоящее время власти страны сняли запрет, но официально македонский язык не признаётся. В Греции македонцев называют «греками-славянофонами», а их язык — «славянским диалектом» (греч. Σλαβικά διάλεκτος). Термин «македонский» в Греции может употребляться только по отношению к македонским говорам греческого языка или к древнемакедонскому языку. Тем не менее, часть жителей Пиринской Македонии в Болгарии и славяноязычное население Эгейской Македонии в Греции или выходцы из этих областей относят себя к македонцам и свой родной язык называют македонским.
В разных регионах северной Греции эгейско-македонские говоры спорадически используются в письменности — с XIX века с применением греческой графики, с XX века — в основном с применением кириллицы. Известны даже попытки создания на них литературной нормы — в 1953 году на базе костурско-леринских говоров была составлена эгейско-македонская грамматика (издана в Румынии). Эта литературная норма использовалась некоторое время для издания периодики и книг (в основном македонскими эмигрантами), что позволяет, по мнению А. Д. Дуличенко, говорить о существовании на территории Эгейской Македонии особого славянского микроязыка, или малого литературного языка. Данный микроязык характеризовался отсутствием единого культурного центра и охватом небольшого числа языковых функций. В настоящее время эгейско-македонский за пределами Греции вышел из употребления, а в самой Греции македонские славяне ориентируются главным образом на литературный македонский язык.

### Диалекты

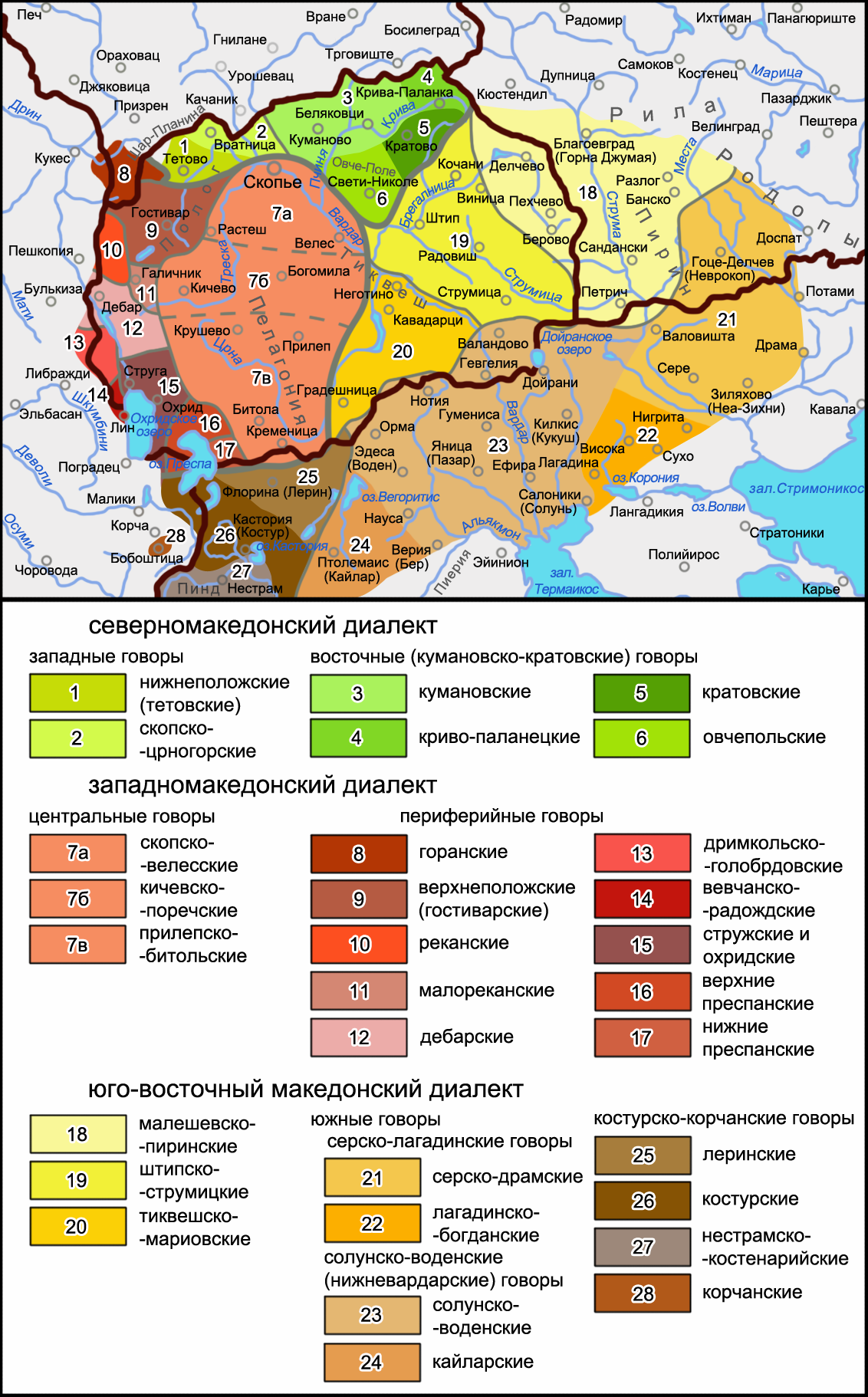
Карта македонских диалектов

Согласно новейшей классификации Б. Видоеского, в македонском языковом ареале выделяют три диалекта: северномакедонский, западномакедонский и юго-восточный македонский (восточномакедонский). Ранее было распространено деление на две диалектных группы — западную и восточную, которое приводится, в частности, в работах Б. Конеского.
Македонские диалекты разделяются пучками изоглосс, отражающими различия на всех уровнях языка — в фонетике (в том числе в просодии), в морфологии, в синтаксисе и в лексике. Основные диалектные особенности современных македонских диалектов были сформированы уже к XIII веку.
Северномакедонский диалект распространён в северной части территории Северной Македонии в районе города Тетово, горного массива Скопска-Црна-Гора, немного к северу от Скопье, в районе городов Куманово, Кратово, Крива-Паланка, а также в регионе Овче-Поле. Включает две группы говоров — црногорско-положскую (северо-западную) и кумановско-кратовскую (северо-восточную). Различия характеристик этих групп во многом обусловлены распространением в их ареалах языковых черт соседних диалектов — западномакедонского (на северо-западе) и юго-восточного македонского (на северо-востоке). Южная граница, разделяющая северный с западным и юго-восточным диалектами, образует пучок из более, чем 45 фонетических и структурно-грамматических изоглосс. Северномакедонский диалект характеризуется чертами, близкими чертам южных говоров торлакского наречия и чертам крайнезападных западноболгарских говоров — все эти говоры составляют часть единого македонско-сербского и македонско-болгарского диалектного континуума, резкие границы между ними отсутствуют.
К основным северномакедонским особенностям относятся: переход праславянской носовой *ǫ в гласную /у/ (рука — литер. рака «рука»); переход редуцированных в сильной позиции в ă (в другом обозначении — ъ) — дăн (литер. ден «день»), дăш (литер. дожд «дождь»); наличие на месте слоговой *l̥ гласной /y/ (вук — литер. волк «волк») и сочетания лу после зубных согласных (длуго — литер. долго «долго»); распространение формы косвенного падежа существительных женского рода с флексией -у: дом на културу «дом культуры»; распространение флексии -мо у глаголов 1-го лица множественного числа: имамо (литер. имаме «имеем») и т. д.
Западномакедонский диалект распространён в западной и центральной частях территории Северной Македонии, а также в приграничных с ними районах Албании и Греции. Его ареал делится на сравнительно однородную центральную группу говоров и отличающуюся большой диалектной дробностью периферийную группу говоров. Восточная граница, разделяющая западный с юго-восточным диалектом, представляет собой пучок из более, чем 35 фонетических и грамматических изоглосс, проходящий по долинам рек Пчиня, Вардар и Црна. Западномакедонский является наиболее специфичным македонским диалектом, его черты составляют основу македонского литературного языка.
К числу характерных особенностей западномакедонского диалекта относятся: отсутствие редукции безударных гласных; переход *ě > е во всех позициях; переход *ę > *ǫ в позиции после j (јазик — литер. јазик «язык»); переход начального *ǫ > ја (јаглен — литер. јаглен «уголь»); отсутствие фонемы х или замена её фонемой в (леб — литер. леб «хлеб», прав — литер. прав «пыль», «прах»); утрата интервокальной /в/ (глаа — литер. глава «голова», глаи — литер. глави «головы»); фиксация ударения на третьем слоге от конца слова или акцентной группы; наличие тройного постпозитивного определённого артикля; распространение окончания -т в глагольных формах 3-го лица единственного числа настоящего времени (знаит — литер. знае «знает»); распространение личного местоимения 3-го лица мужского рода единственного числа тој (литер. тој «он») и т. д.
Юго-восточный македонский диалект распространён на обширной территории к югу от линии Скопье — Свети-Николе — Злетово и к востоку от западномакедонского ареала: в Северной Македонии (восток и юго-восток страны), в юго-западной Болгарии и в северной Греции. В его составе выделяют тиквешско-мариовские, штипско-струмицкие, малешевско-пиринские, южные (солунско-воденские и серско-лагадинские) и костурско-корчанские говоры. На востоке ареал юго-восточного македонского диалекта связан широкой полосой переходных говоров с западноболгарским диалектным ареалом.
Среди основных диалектных особенностей юго-восточного ареала отмечаются: наличие редукции безударных гласных; случаи перехода *ě > а после /ц/, под ударением, перед слогом с гласной заднего ряда (цана — литер. цена «цена»); отсутствие перехода *ę > *ǫ после j (език — литер. јазик «язык»); наличие протезы в перед *ǫ > ја (ваглен — литер. јаглен «уголь»); случаи сохранения фонемы х в одних говорах и перехода х > j или утраты х — в других (кожух — литер. кожув «дублёнка»; чејли — литер. чевли «туфли», «ботинки»; ме — литер. мев «живот»); сохранение интервокальной /в/; распространение различных акцентных систем с преобладанием разноместного ударения; отсутствие форм определённого артикля, указывающих на близость и удалённость объекта (распространение формы артикля мужского рода -о); отсутствие флексии -т в формах глаголов 3-го лица единственного числа настоящего времени (знае — литер. знае «знает»); распространение личного местоимения 3-го лица мужского рода единственного числа он (литер. тој «он») и т. д. В костурско-корчанском ареале отмечается распространение некоторых архаичных черт, в частности, сохранение назализации: зӑмб — литер. заб «зуб» (в костурских), за̊мб (в нестрамских), замб (в корчанских).

## Письменность
В древности на территории Македонии использовались старославянские / церковнославянские азбуки глаголица и кириллица (X—XIII века). В дальнейшем применялась только церковнославянская кириллица, её различные варианты были распространены у македонских славян вплоть до XIX века. В XIX — первой половине XX века македонцы использовали для записи текстов на родных диалектах болгарскую и сербскую графику. В южной Македонии также было распространено письмо на основе греческого алфавита (спорадически этот алфавит применяется македонцами на территории Греции и в наше время).
Графика современного македонского языка была разработана в середине XX века.
Македонский алфавит окончательно утвердился в 1945 году как вариант кириллицы со специфическими графемами ѓ, ќ, ѕ, џ, љ и њ. Последние три буквы были заимствованы из сербохорватского алфавита. Графеме ѕ соответствует буквенный знак в церковнославянском алфавите.
Современный македонский алфавит состоит из 31 буквы:
| А а | Б б | В в | Г г | Д д | Ѓ ѓ | Е е | Ж ж |
| З з | Ѕ ѕ | И и | Ј ј | К к | Л л | Љ љ | М м |
| Н н | Њ њ | О о | П п | Р р | С с | Т т | Ќ ќ |
| У у | Ф ф | Х х | Ц ц | Ч ч | Џ џ | Ш ш |     |

Соответствие букв македонского алфавита и обозначаемых ими звуков:
| №  | буква | основной аллофон (МФА) | другие аллофоны (МФА) |
| -- | ----- | ---------------------- | --------------------- |
| 1  | А а   | [a]                    |                       |
| 2  | Б б   | [b]                    | [p]                   |
| 3  | В в   | [v]                    | [f]                   |
| 4  | Г г   | [ɡ]                    | [k]                   |
| 5  | Д д   | [d]                    | [t]                   |
| 6  | Ѓ ѓ   | [ɟ͡ʝ] ([ɟ])             |                       |
| 7  | Е е   | [ɛ]                    |                       |
| 8  | Ж ж   | [ʒ]                    | [ʃ]                   |
| 9  | З з   | [z]                    | [s]                   |
| 10 | Ѕ ѕ   | [d͡z]                   | [t͡s]                  |
| 11 | И и   | [i]                    |                       |
| 12 | Ј ј   | [j]                    |                       |
| 13 | К к   | [k]                    | [ɡ]                   |
| 14 | Л л   | [l]                    | [l̥]                   |
| 15 | Љ љ   | [ʎ]                    |                       |
| 16 | М м   | [m]                    | [ɱ]                   |

| №  | буква | основной аллофон (МФА) | другие аллофоны (МФА) |
| -- | ----- | ---------------------- | --------------------- |
| 17 | Н н   | [n]                    | [n̥], [ŋ]              |
| 18 | Њ њ   | [ɲ]                    |                       |
| 19 | О о   | [ɔ]                    |                       |
| 20 | П п   | [p]                    | [b]                   |
| 21 | Р р   | [r]                    | [r̥]                   |
| 22 | С с   | [s]                    | [z]                   |
| 23 | Т т   | [t]                    | [d]                   |
| 24 | Ќ ќ   | [c͡ç] ([c])             |                       |
| 25 | У у   | [u]                    |                       |
| 26 | Ф ф   | [f]                    |                       |
| 27 | Х х   | [x]                    |                       |
| 28 | Ц ц   | [t͡s]                   | [d͡z]                  |
| 29 | Ч ч   | [t͡ʃ]                   | [d͡ʒ]                  |
| 30 | Џ џ   | [d͡ʒ]                   | [t͡ʃ]                  |
| 31 | Ш ш   | [ʃ]                    | [ʒ]                   |

В македонской письменности используются надстрочные знаки. Апостроф (’) применяют для обозначения призвука слогового /р˳/ в начале корня (’рж [əр˳ш] «рожь») и для обозначения гласной [ə] (иначе — [ă]) в словах, не относящихся к лексике литературного языка. Например, в диалектизмах или турцизмах. Гравис (`) применяют в тех случаях, когда необходимо различить некоторые омографы: ù «ей», «её» — и «и» (союз), нѐ «нас» — не «не» (отрицательная частица).

## История языка
В истории македонского языка выделяют четыре периода: с раннего средневековья (времени заселения славянскими племенами Балканского полуострова) до XII века, с XII до XIII века, с XIV до XVIII века и современный период с XIX века до настоящего времени.

### До XII века
Носители праславянских диалектов впервые появились в области распространения современного македонского языка к VI—VII векам. Процессы расселения славянских племён на обширных территориях Балканского полуострова в этот период, как и на остальной части славянского ареала, сопровождались процессами распада праславянского единства. Уже в эпоху позднепраславянского языка на Балканах выделился праболгарско-македонский диалектный ареал, отличавшийся от других диалектных областей по произношению сочетаний шт, жд на месте праславянских *tj, *dj. Это подтверждается, например, данными топонимии в областях ранней ассимиляции славян на территориях современных Албании и Греции. К общим древним болгарско-македонским особенностям этого времени относится также отсутствие развития эпентетического l после губных согласных p, b, m, v на стыке морфем на месте праславянских сочетаний губного с j. В дальнейшем в праболгарско-македонском ареале сложились такие языковые черты, как различение носовых гласных переднего и заднего ряда (в болгарско-македонской области, как и в лехитской и словенской, не произошло перехода *ę > ą̈; *ǫ > ų), произношение *ě (в кириллической орфографии — ѣ) как [ä] и т. д. При этом в развитии ряда черт, например, в прояснении редуцированных, в праболгарских и прамакедонских диалектах появлялись различия. Так, к XI веку сильные редуцированные на территории Македонии перешли в ъ > о, ь > е, а на территории Болгарии — в ъ > ъ, ь > е.
Формирование славянского населения Македонии происходило в результате вытеснения и частичной ассимиляции живших ранее на этой территории иллирийцев, фракийцев, греков и других народов, часть из которых к VI—VII векам была романизирована. С VII века предки македонцев вместе с предками болгар образовали Первое Болгарское царство, в X веке земли македонских славян вошли в состав Западно-Болгарского царства, в XI веке — в состав Византийской империи и с XIII века — в состав Второго Болгарского царства. Этноязыковое единство предков македонцев и болгар, поддерживаемое их существованием на протяжении нескольких веков в одном государстве, сохранялось с древнего времени вплоть до XX века.
В древний период истории македонского языка (ко второй половине IX века) на основе солунских говоров, распространённых в Эгейской Македонии на границе современных болгарского и македонского языковых ареалов (в Солуни и окрестностях, на родине братьев Кирилла и Мефодия), был создан старославянский язык — первый литературный язык славян с письменностью на глаголице и кириллице. На рубеже IX—X веков стала развиваться охридская письменная школа в македонском Охриде, представленная, в частности, переводами книжника Климента Охридского (и несколько позднее — кратовская письменная школа в Лесновском монастыре на северо-востоке современной Вардарской Македонии). К X—XI векам сформировался болгарско-македонский извод церковнославянского языка. Македонские диалектные черты, отличающиеся от болгарских, отражены в таких древних старославянских/церковнославянских памятниках X—XI веков, как Мариинское, Зографское, Ассеманиево Евангелия и других.

### XII—XIII века

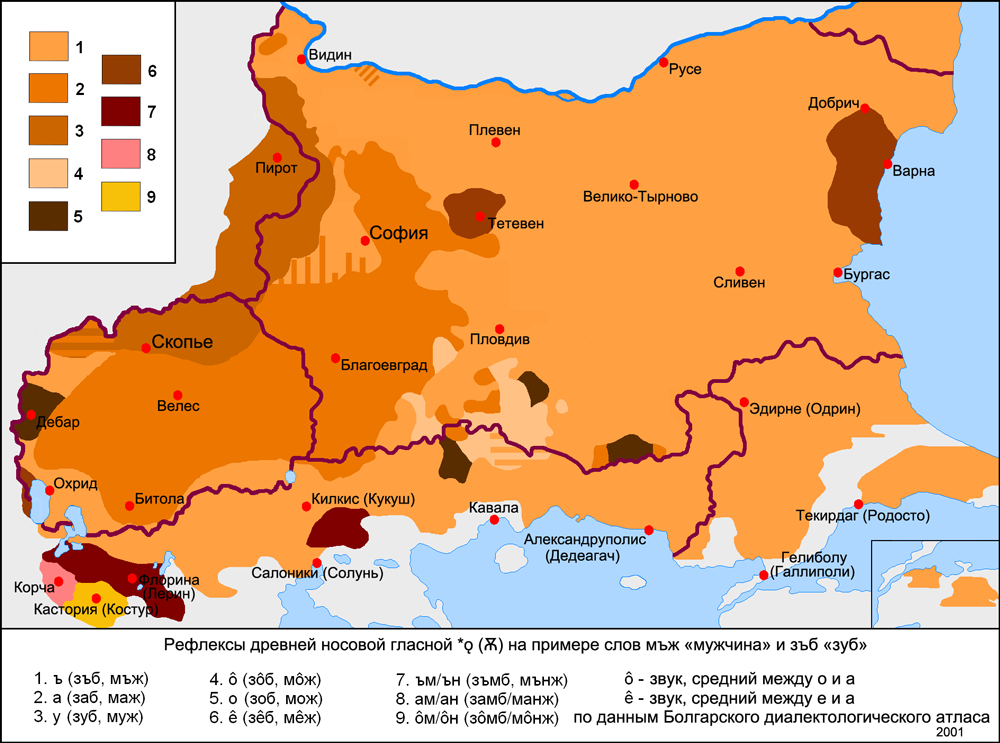
Рефлексы ѫ в болгарско-македонском диалектном ареале

К XII—XIII векам македонский диалектный ареал характеризовался такими языковыми изменениями, как:
- утрата носовых гласных: *ǫ (в кириллической орфографии — ѫ) перешла в Центральной и Восточной Македонии в гласную а, в Северной Македонии — в у, в Западной и Южной Македонии — в ъ, реже — в о; *ę (в кириллической орфографии — ѧ), а также и *ě, стали произноситься как [ä];
- мена носовых в ряде позиций, произошедшая в основном в западномакедонских говорах: ѩзыкъ «язык» > ѭзыкъ;
- развитие в большинстве македонских говоров под влиянием сербского языка на месте сочетаний шт, жд средненёбных аффрикат ќ, ѓ и т. д.

К XIII веку сформировались основные языковые черты северного, западного и юго-восточного македонских диалектов. Изменения, в основном касающиеся фонетического уровня, которые произошли в македонском диалектном ареале, отражены в таких церковнославянских памятниках XII века, как Добромирово Евангелие, Паремейник Григоровича, Болонская псалтырь, Битольская Триодь, а также в памятниках XIII века: в Добрейшовом Евангелии, в Македонском Евангелии попа Йована, в Струмицком Апостоле и т. д.
Исторический период XII—XIII веков отмечен тесными языковыми контактами македонских диалектов с неславянскими языками балканского языкового союза: греческим, албанским и восточнороманскими. Структурно-типологические изменения, которые были вызваны межъязыковыми контактами, практически не отражены в церковнославянских памятниках, созданных на территории Македонии, тем не менее есть основания предполагать, что в XII—XIII веках в грамматике македонских диалектов уже стали складываться, а в XIV—XV во многом сформировались, основные аналитические черты: утрата падежных форм, компенсируемая развитием предложных конструкций; замена инфинитива конструкцией союза да с личными формами глагола настоящего времени; образование степеней сравнения с помощью приставок; развитие местоименной репризы дополнения; образование будущего времени глаголов с частицей ќе; оформление постпозитивного определённого члена (артикля); формирование пересказывательного наклонения и другие черты.

### XIV—XVIII века

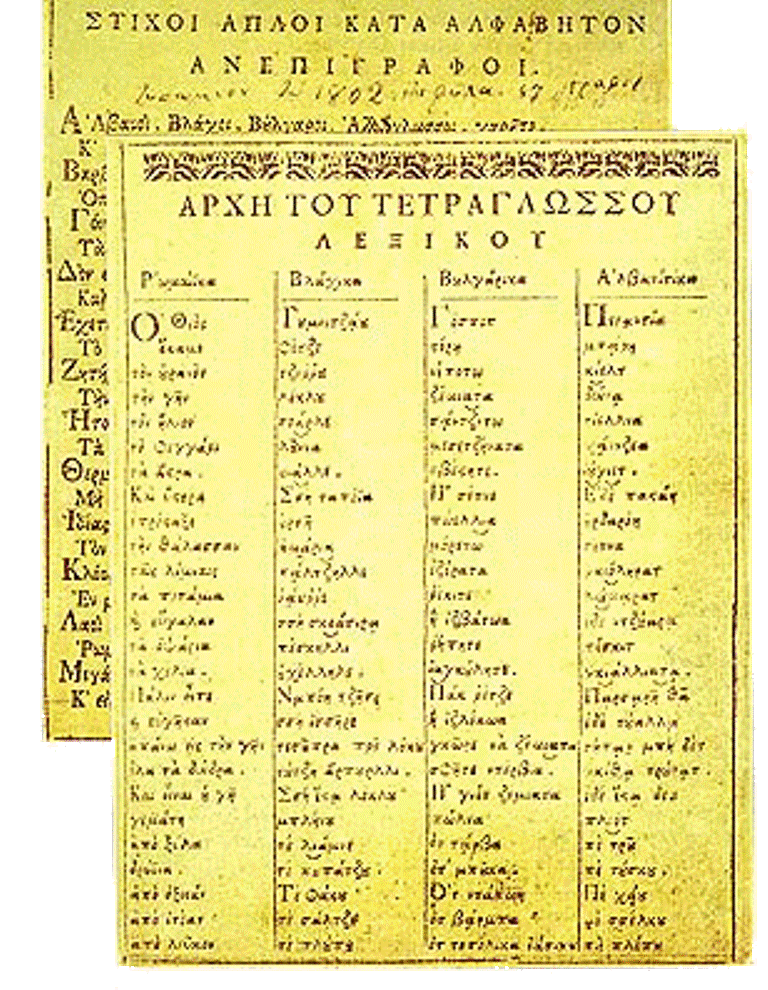
Четырёхъязычный (греческий, албанский, арумынский и болгарский) словарь Даниила, созданный около 1770 года и опубликованный в 1794 году

В XIV—XVIII веках в македонских диалектах окончательно оформились аналитические черты, развившиеся в процессе балканизации. Македонский стал наиболее балканизированным из всех языков, входящих в балканский языковой союз. Причиной этому было многовековое существование славян Македонии в условиях интенсивных межъязыковых контактов в тесном соседстве с народами, говорящими на неславянских языках, при отсутствии собственной государственности и литературного языка, основанного на родных диалектах. В этот период на территории Македонии распространилась церковнославянская письменность сербской редакции. В так называемых дамаскинах, сборниках проповедей Дамаскина Студита, переведённых с греческого языка, и других памятниках церковнославянской письменности, создававшихся с XIV века, всё чаще отмечались македонские языковые элементы. В частности, язык юго-западной Македонии наиболее полно отражён в таких памятниках, как словарь XVI века и «Четырёхъязычник Даниила» конца XVIII века. В процессе распространения в Македонии религиозных книг, созданных в Российской империи, начиная с XVIII века, в обиходе македонцев появился русский извод церковнославянского языка, использовавшийся наряду с сербским изводом.
В XIV веке земли, населяемые македонскими славянами, входили в состав Сербского царства, после чего, на рубеже XIV—XV веков попали под власть Османской империи, что привело к длительной культурно-языковой изоляции македонцев и упадку их письменной традиции.

### XIX—XXI века

#### До 1945 года

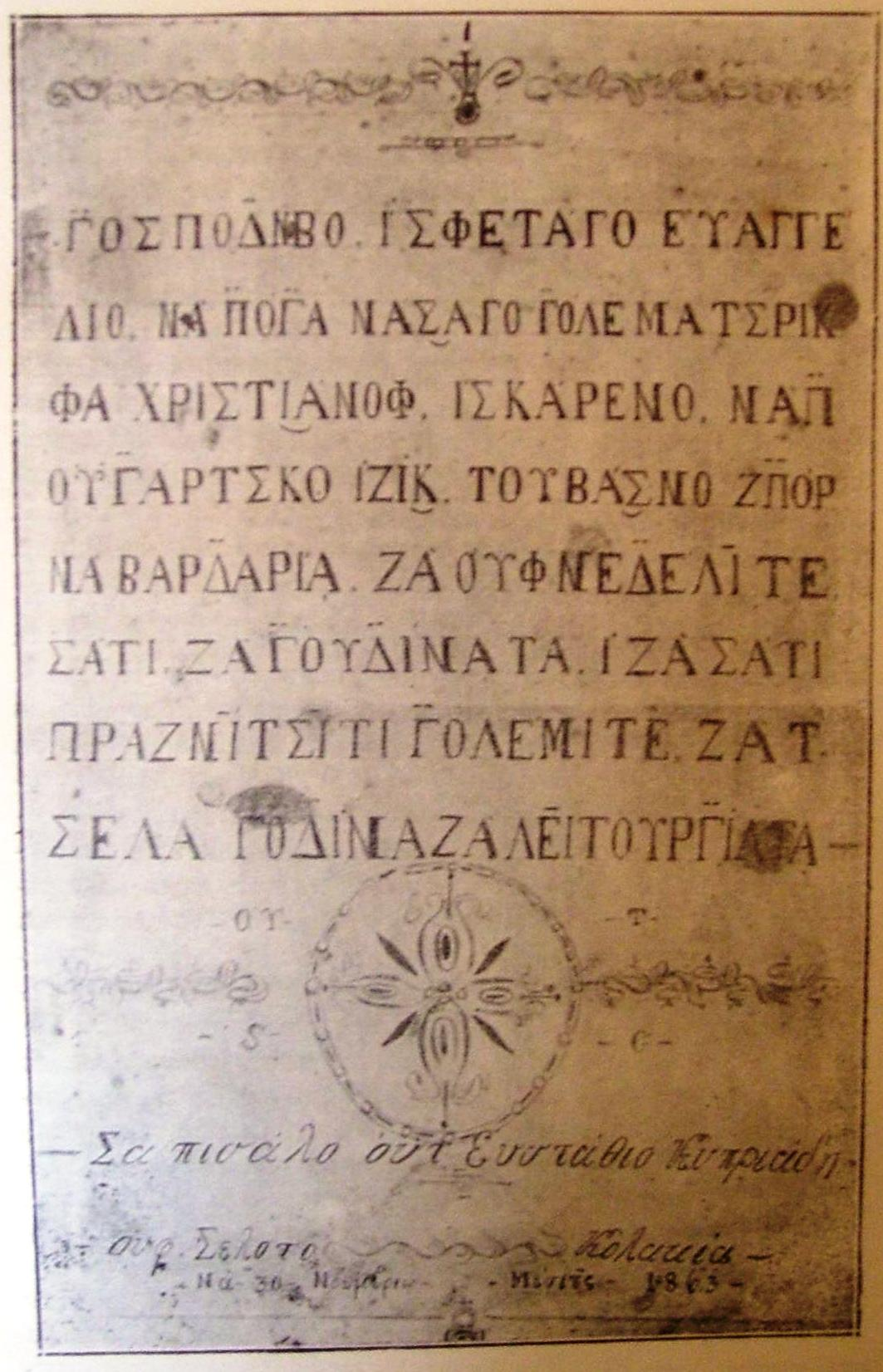
Кулакийское Евангелие,
начало XX века

К XIX веку в Македонии по различиям в особенностях языковой ситуации выделялись две части её территории, северная и южная. На севере в устном общении и при обучении в начальной школе македонские славяне использовали местные диалектные и региональные наддиалектные варианты народно-разговорного языка, функцию языка богослужения выполнял церковнославянский язык. Разговорный язык проникал также в письменность Северной Македонии, например, его элементы отражены в первопечатных книгах церковно-просветительского содержания, созданных монахами Иоакимом Кырчовским и Кириллом Пейчиновичем. На юге, прежде всего, в Эгейской Македонии, местные македонские говоры использовались в основном в бытовом общении и как устный язык культуры — язык фольклора, в котором отмечались некоторые наддиалектные особенности. Языком литургии для южных македонцев был греческий, который считался в Эгейской Македонии языком высокой культуры. Для письма славяне применяли греческий алфавит, он был использован, в частности, при написании Кулакийского Евангелия (на костурских говорах).

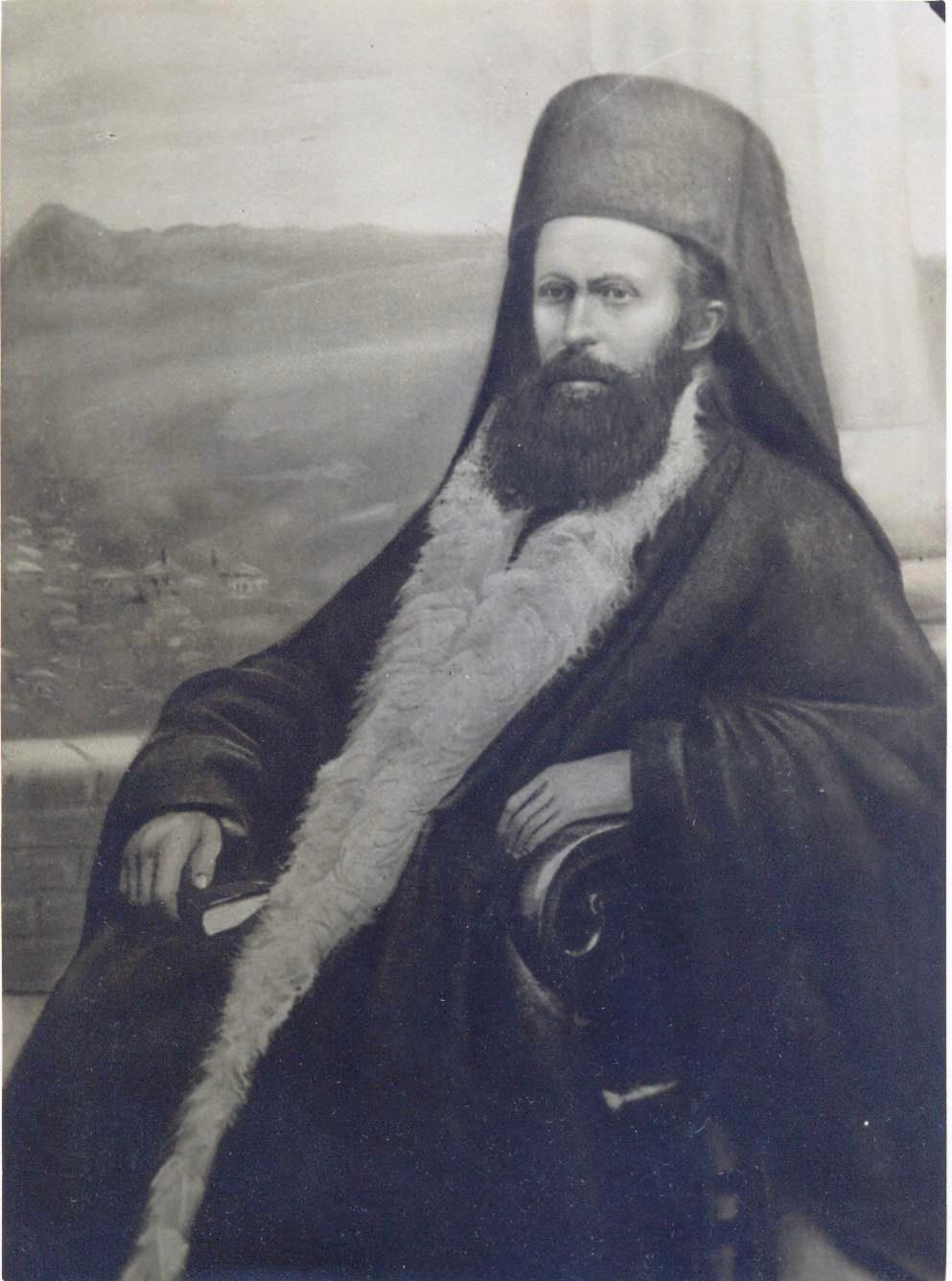
Парфений Зографский

На протяжении большей части XIX века представители немногочисленной македонской интеллигенции принимали участие в процессах формирования болгарского литературного языка. Македонцы считали в то время, что язык славян Македонии и Болгарии должен быть единым и называться болгарским. В создании болгарской литературной нормы, выражавшемся часто в поэтических опытах по обработке народного языка, македонцы опирались в основном на особенности местных, родных для авторов, македонских говоров. Так, например, македонские диалектные черты использовались в грамматике Парфения Зографского, на родном западномакедонском стружском говоре писал К. Миладинов. Иногда народный язык дополняли черты церковнославянского или русского языка, отмечавшиеся, например, в произведениях Р. Жинзифова, Г. Прличева и других авторов.
Выбор македонских диалектов в качестве основы болгарской литературной нормы П. Зографский объяснял, в частности, тем, что македонское наречие отвечает критерию наибольшего благозвучия, полноты и богатства, которое должно быть свойственно общему для болгар литературному языку.
Во второй половине XIX века в болгарской письменности стали господствовать восточноболгарские балканские говоры. В понимании этих говоров у болгар периферийных областей, прежде всего, у македонцев, возникали некоторые сложности. Так, в одной из болгарских газет 1862 года издания автор писал, что македонцы «испытывают наибольшее затруднение в понимании нынешнего письменного языка». В конце 1860-х — начале 1870-х годов в Македонии стали отмечаться отдельные попытки литературной обработки македонских говоров, ориентированные на нужды местных школ.
В связи с этим в среде болгарской интеллигенции вновь был поднят вопрос о необходимости синтеза в болгарском литературном языке разных диалектов, что должно было препятствовать появлению периферийных вариантов болгарского языка и разделению болгарского народа. Особенно часто указывалось на то, что к формированию литературной нормы необходимо привлечь черты македонского наречия. Место и роль македонских диалектов в создании болгарского языка активно обсуждались в это время Й. Х. Константиновым, П. Зографским, Р. Жинзифовым, В. Стояновым, Х. Дановым, Г. Раковским, П. Славейковым, К. Шапкаревым и другими деятелями болгарского и македонского национального возрождения. К. Шапкарев, например, отмечал, что «единый общий болгарский письменный язык» должен учитывать особенности двух главных болгарских наречий — верхнеболгарского и македонского, для чего необходимы взаимные уступки со стороны болгар разных областей, в том числе и уступки македонским болгарам. Между тем, идея создания болгарского литературного языка на полидиалектной основе в 1870-х годах была уже бесперспективной, поскольку ещё в 1850-х годах восточноболгарские балканские говоры, как язык центра болгарского возрождения, стали существенно преобладать во многих сферах общественной жизни болгарского народа.

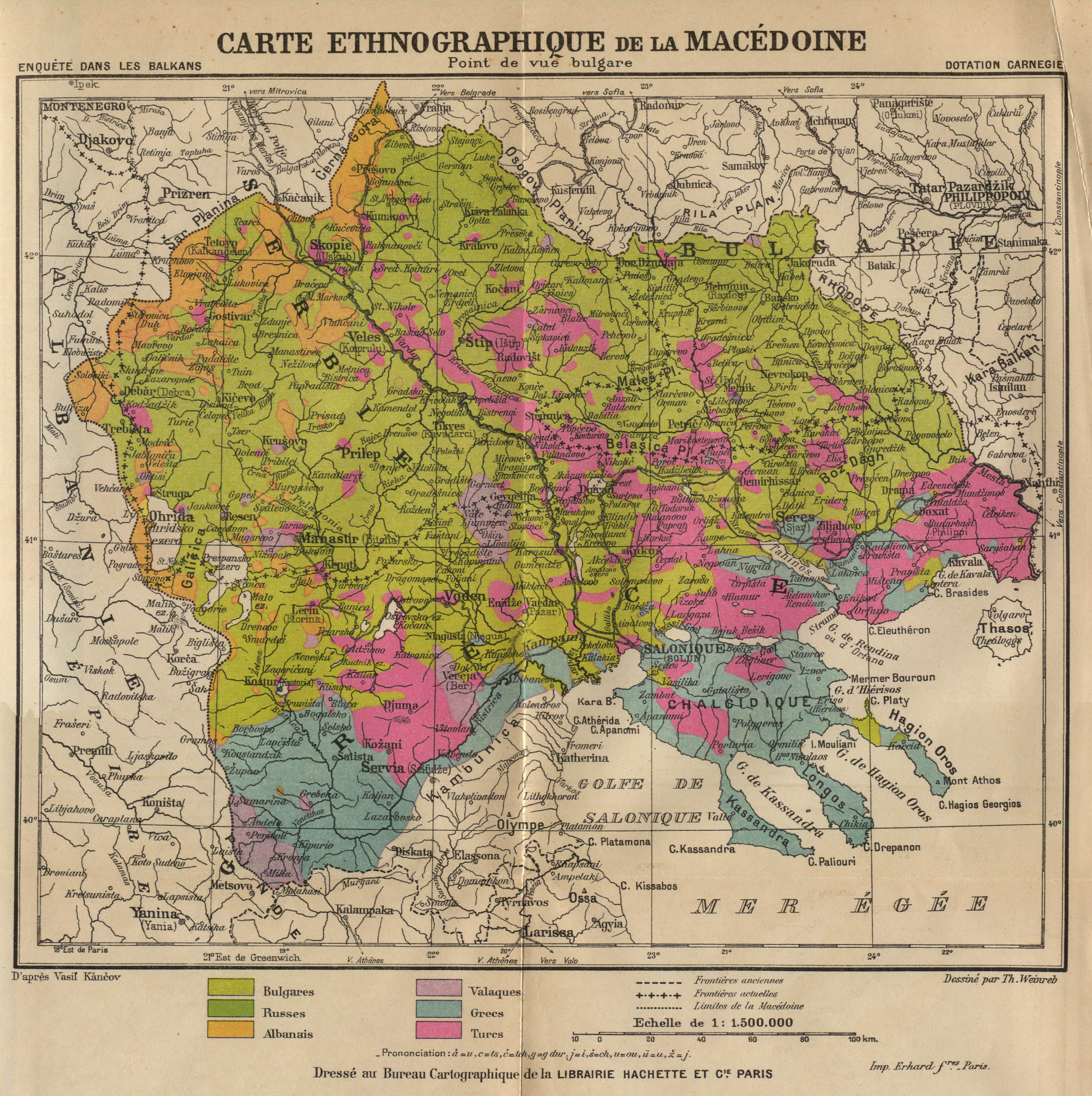
Этнический состав населения области Македония в 1914 году

После того, как македонские диалекты фактически остались за рамками формирования болгарского литературного языка, среди некоторых представителей македонской интеллигенции на рубеже XIX—XX веков стали распространяться идеи о самостоятельности македонского языка, отдельного от болгарского и сербского языков, и необходимости создания собственной литературной нормы на основе родных диалектов. К первым попыткам нормирования македонских диалектов относят составление Г. Пулевским «Словаря четырёх языков» (македонского, сербского, албанского и турецкого), изданного в 1873 году в Белграде, и создание первой печатной македонской грамматики для школы под названием «Слогница речовска», изданной в 1880 году. Первой квалифицированной попыткой создания литературного языка на родном диалекте стала работа К. П. Мисиркова «О македонских проблемах». Она была написана на языке, в основе которого лежали центральные говоры западномакедонского диалекта. Книгу издали в 1903 году в Софии, но тираж её был уничтожен болгарскими властями, из-за чего работа К. П. Мисиркова оставалась неизвестной вплоть до 1940-х годов. Кроме того, на этом литературном языке в 1905 году в Одессе был подготовлен к печати журнал «Вардар», его изданию помешало отсутствие средств (журнал был найден С. Б. Бернштейном в 1930-е годы). Принципы формирования языковых норм, диалектная база, основы графики и орфографии, предложенные К. П. Мисирковым, во многом были схожи с теми, которые приняли кодификаторы современного македонского языка в 1945 году.
После Первой мировой войны земли, населённые македонскими славянами были разделены между тремя государствами. Вардарская Македония оказалась в составе королевства Сербов, Хорватов и Словенцев, Эгейская Македония — в составе королевства Греции, Пиринская Македония — в составе царства Болгарии. В этих государствах македонцы рассматривались как часть основного этноса: в Болгарии их считали болгарами, в Югославии — сербами, в Греции — греками-«славянофонами».
В греческой и болгарской частях Македонии македонский язык использовался в основном в бытовом общении. Одним из редких случаев появления печатного издания на македонском в Греции был выпуск в Афинах в 1925 году букваря Abecedar на латинице (по решению Лиги наций в Женеве о необходимости поддержки родных языков национальных меньшинств). Но книга так и не дошла до греко-македонских школ, поскольку после издания практически весь тираж букваря был уничтожен.
В югославской части Македонии (в которой наиболее отчётливо проявились процессы формирования македонской идентичности) до 1940-х годов македонский язык не был признан и считался официально южносербским диалектом. Тем не менее, Македония в границах Югославии после Первой мировой войны фактически стала единственным регионом, в котором тенденции развития македонского литературного языка сохранились (не считая краткого периода 1946—1948 годов, когда македонцы в болгарской части Македонии были признаны как национальное меньшинство, для них открылись македонские школы и стала издаваться литература на македонском) и, хотя македонский язык в Югославии по-прежнему не имел единых норм, сфера его использования во многом выходила за рамки устного общения, чему отчасти способствовало то, что власти Югославии не препятствовали ограниченному развитию «диалектной» македонской письменности.
С 1920-х годов появились драматические произведения В. Ильёского.
С 1930-х годов появилась проза Р. Крле и А. Панова, приобрела популярность македонская поэзия (К. Рацин, В. Марковский, К. Неделковский и другие), некоторые любительские коллективы стали использовать македонский народный язык для театральных постановок.
В 1941—1945 годах в годы национально-освободительной войны на македонских диалектах и региональных наддиалектных формах в македонских частях Югославской народной армии массово издавались газеты «Нова Македония», «Млад Борец», «Македонка», листовки, воззвания, приказы и другая печатная литература подобного рода для местного населения.
Основой языка художественной литературы и периодики в межвоенный период были в основном центральные западномакедонские говоры.

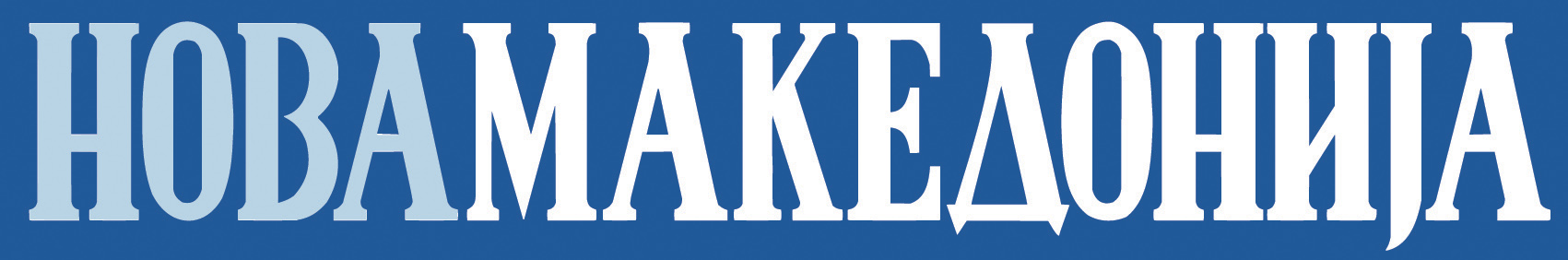
Современное оформление названия газеты «Нова Македония» (основана в 1944 году)

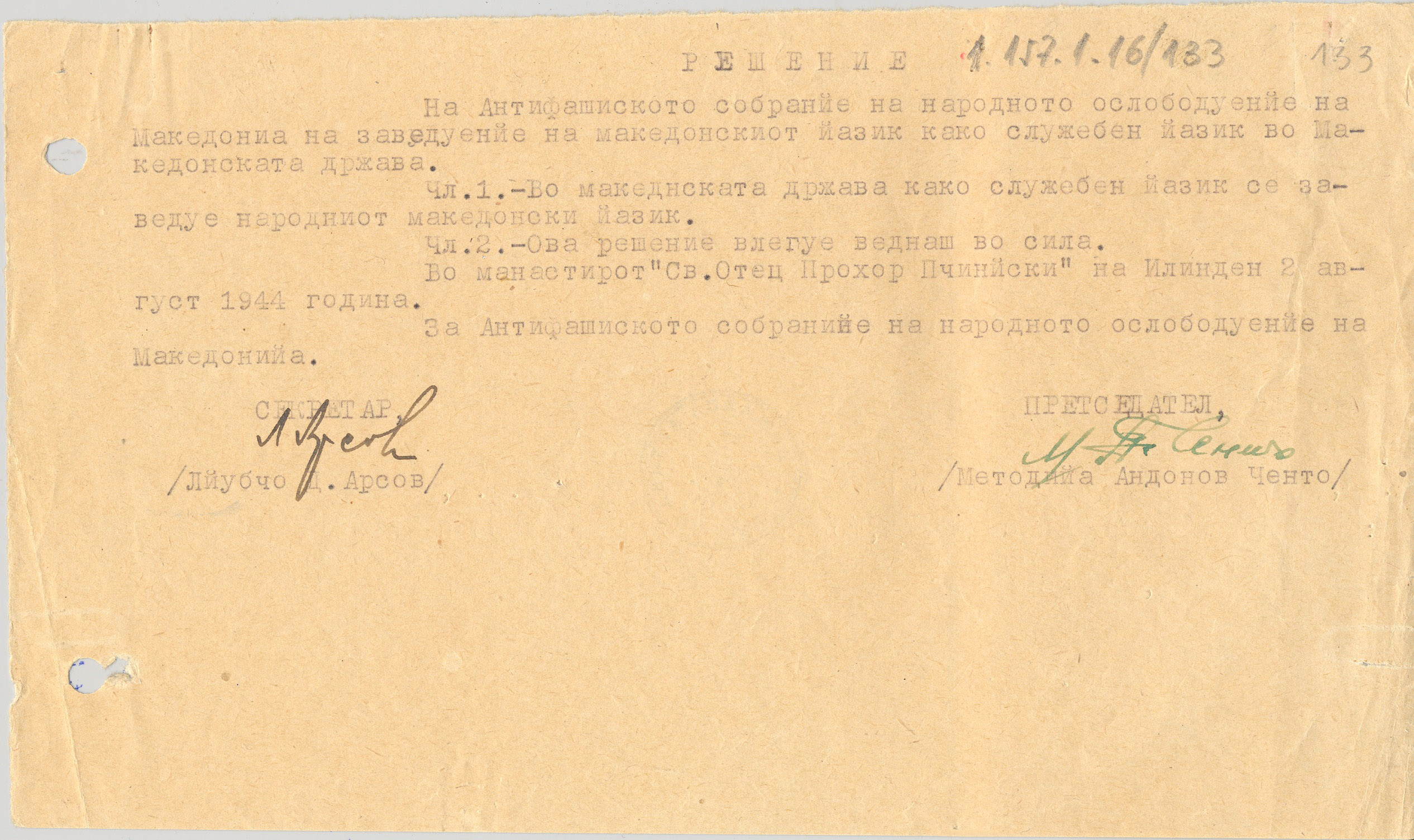
Решение Антифашистского собрания по народному освобождению Македонии от 2 августа 1944 года о признании македонского государственным языком Македонии

#### С 1945 года
С 1945 года после образования Народной Республики Македония в составе федеративной Югославии македонский язык был объявлен официальным наряду со сербохорватским и словенским языками. В мае 1945 года вышел правительственный декрет, который официально утвердил кодификацию македонского литературного языка. С этого времени в истории становления и развития македонского как кодифицированного литературного языка, выполняющего официальные функции, выделяют 4 периода.
I период (с 1945 по 1950 год).
В начальный период своего существования македонский язык не охватывал всех сфер коммуникации, в основном он выполнял функцию письменного языка. Часто в официальном и полуофициальном общении использовались обиходно-разговорное койне, местные говоры или сербохорватский язык, реже — болгарский язык. Постепенному распространению македонского литературного языка способствовало его введение с 1945 года как официального в государственных учреждениях, в школе, в периодической печати, на радио. Изучение норм литературного языка происходило не только в школах, но и в кружках по ликвидации неграмотности. Также литературный язык вводился в обиход благодаря созданию македонских театров, открытию университета в Скопье, публикации македонской прозы в журнале «Нов Ден» и т. п. Для надзора за соблюдением правильности использования норм литературного языка, коррекции ошибок в устной речи и на письме в издательствах, театрах, на радио была введена должность редактора-лектора (литправщика).
В 1945 году был издан первый орфографический кодекс. Он содержал правила графики и общие принципы построения македонского стандартного языка, выработанные в процессе дискуссий в предшествующие годы:
- выбор тех языковых форм центральных говоров западномакедонского диалекта, которые являются известными в говорах других диалектов или приемлемыми для них;
- отражение в литературном языке народной основы; пополнение словаря за счёт всех македонских диалектов, создание новых слов с помощью македонских аффиксов (включение заимствований из других языков только по необходимости);
- фонетический принцип орфографии.

В 1946 году была издана первая грамматика, предназначенная для македонских школ.
II период (с 1950 по 1970 год).
В 1950 году вышел второй орфографический кодекс. В нём были опубликованы новые правила, принятые в рамках принципов первого кодекса, ликвидирована вариативность некоторых грамматических норм, частично кодифицирована лексика (включён словарь на 6 тысяч слов). Период с 1950 по 1970 год был связан с охватом широких слоёв населения Македонии образованием, с созданием научных учреждений и общественных организаций по изучению и распространению литературного языка, с изданием многотомных грамматик и словарей, с развитием македонской культуры и литературы. В этот период появилось первое поколение македонцев, обучавшееся только на родном языке. В конце 1960-х годов на вещание на македонском языке перешло телевидение Скопье. Македонский язык проник в македонскую православную церковь, ставшую с 1967 года автокефальной. В 1950—1970-х годах македонский язык стал доминировать в письменной сфере и постепенно начал вытеснять сербохорватский из сфер официального и полуофициального общения. В устном неофициальном общении всё ещё широко распространёнными оставались македонское городское койне и сербохорватский язык (как более престижный язык и как средство общения с жителями других республик Югославии).
III период (с 1970 по 1991 год).
В 1970 году Институт македонского языка имени Крсте Мисиркова опубликовал третий орфографический кодекс, в котором были учтены стихийное развитие языковых норм в македонском обществе и научные исследования последнего времени в македонистике. В кодексе были более детально рассмотрены ранее кодифицированные правила, введены новые разделы по транскрипции иностранных имён собственных и по пунктуации, новый словарь включал уже 30 тысяч слов. В 1970—1980-х годах сербохорватский язык окончательно был вытеснен в Македонии из официального и полуофициального общения.
IV период (с 1991 года по настоящее время).
С 1991 года македонский язык становится государственным языком ставшей независимой Республики Македония, продолжается процесс стабилизации его орфоэпических и грамматических норм. Македонский язык постепенно оформляется как развитый полифункциональный язык, применимый во всех сферах функционирования для всего населения многонациональной македонской страны.
На развитие норм литературного языка в значительной мере повлияли такие литераторы второй половины XX века и рубежа XX—XXI веков, как Георги Абаджиев, Владо Малески, Стале Попов, Ацо Шопов, Томе Арсовский, Славко Яневский, Лидия Димковская, Анте Поповский, Живко Чинго и другие.

## Лингвистическая характеристика

### Фонетика и фонология

#### Гласные

Гласные македонского языка

Система вокализма македонского литературного языка состоит из 5 гласных фонем (самогласки). Гласные различаются по степени подъёма языка, по ряду и по наличию или отсутствию лабиализации (в таблице в парах гласных справа приведены обозначения кириллицей):
| Подъём  | Ряд               | Ряд               | Ряд             |
| Подъём  | Передний          | Средний           | Задний          |
| Подъём  | нелабиализованные | нелабиализованные | лабиализованные |
| ------- | ----------------- | ----------------- | --------------- |
| Верхний | i и               |                   | u у             |
| Средний | ɛ е               | (ə)               | ɔ о             |
| Нижний  |                   | a а               |                 |

В речи носителей македонского языка на месте гласных среднего подъёма /е/ и /о/ могут произноситься различные звуки в диапазоне от [ɛ] до [ẹ] и от [o] до [ọ]. Безударные гласные не редуцируются, тем не менее произносятся несколько слабее и короче ударных, особенно в позиции заударного слога.
Фонема /ə/ не входит в систему вокализма литературного языка, но встречается во многих македонских говорах. Она выступает как рефлекс праславянской носовой гласной заднего ряда *ǫ ([пəт] литер. пат «путь», [рə́ка] литер. рака «рука») и как часть двуфонемного сочетания /əр/ на месте слоговой /р˳/: [сə́рце] литер. срце «сердце», [кəрф] литер. крв «кровь».
В недиалектных формах речи (в разговорном языке и просторечии) гласный среднего ряда [ə] встречается как нелитературный вариант фонемы /a/ в турцизмах, диалектных топонимах, звукоподражательных словах и именах собственных, выполняя при этом лишь стилистическую и экспрессивную функцию: к’смет [кəсмет] литер. касмет «удача, счастье», с’клет [сəклет] литер. саклет «душевное беспокойство».
В литературном языке гласный [ə] выступает факультативно только как призвук слоговой сонорной согласной /р˳/, он встречается в позиции перед согласной /р/ в начале корня и в середине корня между согласными. В македонском языке слоговой /р˳/ (с призвуком [ə]) выполняет смыслоразличительную функцию: врба [вəр˳́ба / вр˳́ба] «верба» — верба «вера», крка [кəр˳́ка / кр˳́ка] «клокочет» — корка «корка». Чаще всего /əр˳/ находится под ударением, реже встречается в безударном положении: ’ржи [əр˳́жи] «рычит» — за’ржи [за́əр˳́жи] «зарычит». В конце слова /р˳/ представлено в немногочисленных словах, в основном в иностранных заимствованиях: жанр [жанр˳] «жанр».
Гласные, а также сонорная согласная р (/əр˳/), являются носителями слога.
В потоке речи две одинаковые гласные могут произноситься как два отдельных звука (пооди [пооди] «походить» — на стыке приставки и корня) или как один долгий звук (змии [зми̅] «змеи», викаат [вика̅т] «зовут»).

#### Согласные
Система консонантизма македонского литературного языка включает две группы согласных (согласки) — сонорные и шумные. Согласные обеих групп различаются по месту и способу образования (в парах согласных слева приведены глухие согласные, справа — звонкие, снизу под обозначениями согласных в МФА приведены обозначения согласных кириллицей):
| по способу образования | по способу образования    | по месту образования | по месту образования | по месту образования | по месту образования | по месту образования | по месту образования | по месту образования |
| по способу образования | по способу образования    | губные               | губные               | переднеязычные       | переднеязычные       | средне- язычные      | задне- язычные       |                      |
| по способу образования | по способу образования    | губно- губные        | губно- зубные        | зубные               | альвеол.             | средне- язычные      | задне- язычные       |                      |
| ---------------------- | ------------------------- | -------------------- | -------------------- | -------------------- | -------------------- | -------------------- | -------------------- | -------------------- |
| шумные                 | взрывные                  | p b п б              |                      | t d т д              |                      |                      | k g к г              |                      |
| шумные                 | аффрикаты                 |                      |                      | t͡s d͡z ц д͡з           | t͡ʃ d͡ʒ ч д͡ж           | c͡ç ɟ͡ʝ к͡’j г͡’j        |                      |                      |
| шумные                 | фрикативные               |                      | f v ф в              | s z с з              | ʃ ʒ ш ж              |                      | x х                  |                      |
| сонорные               | носовые                   | m м                  |                      | n н                  |                      | ɲ н’                 |                      |                      |
| сонорные               | латеральные аппроксиманты |                      |                      |                      | l л                  | ʎ л’                 |                      |                      |
| сонорные               | дрожащие                  |                      |                      |                      | r р                  |                      |                      |                      |
| сонорные               | аппроксиманты             |                      |                      |                      |                      | j                    |                      |                      |

Так называемое противопоставление по твёрдости / мягкости в современном македонском языке характерно только для двух пар фонем — /н/ : /н’/ и /л/ : /л’/. Реализация палатальных согласных при этом позиционно обусловлена — они встречаются на стыке морфем и очень редко в конце слова: крило «крыло» — крилја [крил’а] «крылья», коњ «конь». Чаще всего на месте этимологически мягких согласных представлены их отвердевшие континуанты: клуч «ключ», ден «день», молба «просьба», вишна «вишня».
Среднеязычные палатальные аффрикаты /к͡’j/ и /г͡’j/ (орфографически — ќ, ѓ), а также аппроксимант /j/ не имеют пары. В отличие от /н’/ и /л’ /эти согласные более частотны и позиционно не ограничены: меѓа «межа», моќен «могущественный», ливаѓе / ливадје «луга», куќа «дом», туѓ «чужой», ѓум «кувшин», ќерка «дочь».
Континуанты остальных мягких согласных в современном македонском языке представлены во всех позициях отвердевшими согласными: димат «дымят», борба «борьба». При утрате мягкости на месте выпавших губных на стыке морфем отмечается появление /j/: земја «земля», чапја «цапля».
Для литературного македонского языка и большинства диалектов характерна утрата заднеязычной согласной /х/. В литературной норме /х/ встречается только в книжных словах и заимствованиях: воздух «воздух», храна «пища», доход «доход», хемија «химия». В говорах западномакедонского диалекта отмечается переход /х/ в /в/: страв «страх», уво «ухо», или же полное отсутствие /х/: леб «хлеб», снаа «сноха». На месте сочетания хв сформировалась согласная /ф/: фати «схватит», фала «спасибо».
Звонкие согласные оглушаются в позиции перед глухими и в конце слова, глухие озвончаются в положении перед звонкими. За исключением положения в конце слова качественные изменения согласных в результате ассимиляции принято обозначать на письме: зоб [зоп] «овёс» — зобта [зопта] «овёс» (определённая форма) — зобник [зобник] «мешок для овса», даб [дап] «дуб» — дабје «дубняк», сладок «сладкий» — слатка «сладкая», подбира «подбирает» — потпира «подпирает». В ряде случаев может оглушаться звонкая согласная /в/, например, перед сонорной /м/: бевме [бефме] (форма аориста 1-го лица множественного числа от глагола сум «я есть») по аналогии с бев [беф] (форма аориста 1-го лица единственного числа от этого же глагола) и после согласной /с/ — свој [сфој] «свой». В группах согласных /сч/, /зж/, /сш/, /з͡дж/ отмечаются следующие изменения: /сч/ > /шч/ (расчисти [рашчисти] «расчистит»), /зж/ > /ж/ (изживее [иж̅ивее] «проживёт»), /сш/ > /ш/ (рашири «расширит»), /з͡дж/ > /ж͡дж/ (изџвака [иж͡джвака] «прожуёт»).
Двойные согласные, возникающие на морфемном шве, произносятся как один звук, произношение и написание двух согласных допускается только в ограниченном типе словоформ или в случае необходимости различения смысла: одели «оделит» — оддели «отделит», подржи «подержит» — поддржи «поддержит». Группы, состоящие из трёх согласных, упрощаются: лист — лисје «листья» (/стј/ > /сј/); местен «местный» — месна «местная» (/стн/ > /сн/); училиште «школа» — училишна «школьная» (/штн/ > /шн/); грозд «гроздь» — грозје «виноград» (/здј/ > /зј/) и т. д.
В интервокальной позиции некоторые согласные утрачиваются, наиболее последовательно отмечается выпадение согласной /в/: снаха > снава (диалектная форма) > снаа (литературная форма) «сноха». В ряде аффиксов интервокальная /в/ сохраняется: в глагольном суффиксе -ува (исплетува «сплетает»), в окончании существительных в форме множественного числа -ови (брегови «берега»).
В случае следования друг за другом гласных /и/ и /а/, /о/ и /а/ между ними возникает согласный j: пие «пьёт», но пијам «пью», брои «считает», но бројам «считаю». В случае стечения трёх гласных в слове третья обязательно отделяется от первых двух согласным j: живееја «живут».

#### Просодия
В качестве нормы в македонском литературном языке принято ударение (акцент), характерное для центральных говоров западномакедонского диалекта (пропарокситонический тип). Данный тип ударения является силовым (экспираторным), фиксированным на определённом слоге: в многосложных словах — на третьем слоге от конца слова или акцентной группы, в двусложных словах — на втором. При изменении слогов в слове или в акцентной группе ударение фонетически смещается: воде́ничар «мельник», водени́чари «мельники» (общая форма), воденича́рите «мельники» (определённая форма); пи́ше «пишет», пи́шете «пишете», на́пиши «напиши», напи́шете «напишите» и т. д. В заимствованиях возможна фиксация ударения на втором или первом слоге, как правило, оно закрепляется за одной из морфем (при условии ограничения последними тремя слогами): журнали́ст «журналист», журнали́сти «журналисты» (общая форма), журнали́стите «журналисты» (определённая форма), но дијале́ктичар «диалектик» — дијалекти́чари «диалектики» (общая форма) — дијалектича́рите «диалектики» (определённая форма). В ряде случаев различия в ударении могут играть смыслоразличительную роль: крава́та «галстук» — кра́вата «корова» (определённая форма). В разговорной речи при образовании слова с определённым членом ударение может сохраняться на той же морфеме, даже если она уже не находится в позиции третьего слога: ра́бота «работа», «дело» — ра́ботата (определённая форма).
Акцентная группа, ударение в которой падает на третий слог от её конца, представляет собой сочетание слов, образующее фразеологическое единство (два знаменательных слова или знаменательное слово с одной или более клитиками): суво́ грозје «изюм», но зе́лено гро́зје «зелёный виноград»; Да́ј го! «Дай его (это)!» — Да́јте го! «Дайте это!» — Дајте́ ми го! «Дайте мне это!» При отрицании и вопросе ударение в акцентной группе всегда ставится на третьем слоге, даже если там находится клитика: Што́ сакаш? «Что хочешь?» Ќе по́јдам «Я пойду» — Не ќе́ појдам «Не пойду» — Кога ќе́ појдам? «Когда я пойду?» Под влиянием койне города Скопье, сербохорватского языка и периферийных македонских диалектов ударение в акцентных группах, предписанное нормативными грамматиками, всё чаще воспринимается представителями молодого поколения, говорящими на литературном языке, как диалектное.

#### Морфонология
Фонологическая структура слога может представлять собой одну гласную или сочетания гласного с одним, двумя или тремя согласными.
В конце слова нехарактерны сочетания шумной и сонорной согласных. Данные сочетания устраняются с помощью вставных гласных: рекол «сказал» — рекла «сказала», министер «министр» — министри «министры». В начале слова подобные сочетания возможны: здравје «здоровье», страв «страх». Если сонорная в начале слова находится перед шумной, между ними появляется вставная гласная: магла «мгла».
В македонском языке в разных грамматических категориях представлены противоположные тенденции в изменении морфонологических чередований фонем. С одной стороны, отмечается тенденция к устранению чередований, например, в некоторых формах глаголов: печам «пеку», печеш «печёшь», пече «печёт». С другой стороны, распространяется тенденция к охвату чередованием всех словоформ, в частности, при образовании существительных мужского рода в форме множественного числа (/к/ ~ /ц/, /г/ ~ /з/, /х/ ~ /с/).
В македонском языке отмечаются такие чередования гласных, как /о/ ~ /е/ (ежови «ежи» — боеви «бои»); /о/ ~ ø, /е/ ~ ø (низок «низок» — ниска «низка», камен «камень» — камни «камни»); /о/ ~ /а/, ø ~ /и/ (изговори «выговорит» — изговара «выговаривает», умре «умрёт» — умира «умирает») и другие.
К основным чередованим согласных в македонском языке относят чередования /к/ ~ /ч/, /г/ ~ /ж/, /х/ ~ /ш/, /в/ (из /х/) ~ /ш/ (рака «рука» — рачка «ручка», око «глаз» — очи «глаза», бог «бог» — боже «боже», нога «нога» — ноже «ножка», уво «ухо» — уши «уши», тивок «тихий» — тишина «тишина»); /к/ ~ /ц/, /г/ ~ /з/, /х/ ~ /с/ (јунак «герой» — јунаци «герои», полог «куриное гнездо» — полози «куриные гнёзда», успех «успех» — успеси «много успехов»); /т/ ~ /к͡’j/, /д/ ~ /г͡’j/, /н/ ~ /н’/ (брат «брат» — браќа «братья», роди «родит» — раѓа «рождает», мени «сменит» — мењава / менува «меняет»); /ск/ ~ /шт/, /ст/ ~ /шт/ (писка «визжит» — пишти «пищит», прости «простит» — проштава «прощает») и другие.

### Морфология
Македонский язык является преимущественно флективным, синтетическим. Наряду с синтетическими формами отмечается также широкое распространение элементов аналитизма. В частности, при помощи аналитических конструкций происходит образование многих форм глагола — с частицами ќе, да и вспомогательными глаголами сум и има.
В македонском языке выделяют три типа частей речи: знаменательные (имя существительное, имя прилагательное, имя числительное, местоимение, глагол, наречие), служебные (предлоги, частицы, модальные слова, союзы) и междометия.

#### Имя существительное
Имена существительные (именки) характеризуются грамматическими категориями рода и числа. Исключение составляют слова pluralia tantum, не изменяющиеся по родам и имеющие форму только множественного числа: скии «лыжи», гаќи «штаны».
Категория рода представлена именами существительными трёх классов: мужского, женского и среднего. В классе мужского рода выделяется группа имён — названий лиц мужского пола. Слова этой группы согласуются во множественном числе с лично-мужской формой количественного числительного: двајца селани «двое крестьян», но два града «два города». По родам изменяются существительные только в единственном числе. Различия по родам выражаются как морфологически, при помощи флексий, так и синтаксически — с помощью согласуемых с существительными слов: прилагательных, порядковых числительных и местоимений.
Категория числа строится как оппозиция существительных двух групп — единственного и множественного числа. Существует класс неисчисляемых существительных: собирательных, вещественных и отвлечённых.
Существительные мужского рода (не-лица) образуют формы счётного множественного числа с флексией -а в сочетании с количественными числительными два, три, четири: два коња «два коня», три учебника / учебници «три учебника».
Ряд существительных мужского и женского рода имеют форму собирательного множественного числа (в значительной степени лексикализованную), которая образуется с помощью флексий -је / -ја / -ишта: снопје «снопы», планиње «горы», камења «камни», краишта «края».
Одушевлённость / неодушевлённость грамматически не выражается, различия между одушевлёнными и неодушевлёнными существительными могут быть выявлены при помощи вопросительных местоимений кој «кто» и што «что».
Падежная система в македонском языке утрачена, падежные отношения выражаются аналитическими средствами: порядком слов, с помощью предлогов и местоимений: една чаша чај «одна чашка чая» — порядок слов; му реков на брат «сказал брату» — использование предлога на и краткого местоимения му.
Сохраняются только звательная форма (в мужском и женском роде), выражаемая флексиями -е, -у, -о, -ø: друже (от друг «друг»), мажу (от маж «муж», «мужчина»), коњу (от коњ «конь»), жено (от жена «женщина»), и факультативная не-номинативная падежная форма, образуемая группой слов — названий лиц мужского пола (имён собственных и некоторых нарицательных имён, обозначающих лиц) при помощи флексий -а / -та / -ја.
Формы существительных трёх родов единственного и множественного числа на примере слов корен «корень», град «город», нож «нож», маж «муж», «мужчина», слуга «слуга», татко «отец», вујче «дядя»; жена «женщина», ноќ «ночь»; место «место», пиле «цыплёнок», дете «ребёнок» (в определённой форме приведён один вид члена с морфом -т-):
| Род     | Род     | Единственное число      | Единственное число                  | Множественное число                | Множественное число                            |
| Род     | Род     | Общая форма             | Определённая форма                  | Общая форма                        | Определённая форма                             |
| ------- | ------- | ----------------------- | ----------------------------------- | ---------------------------------- | ---------------------------------------------- |
| Мужской | не-лицо | корен град / нож        | корен-от град-от / нож-от           | корен-и град-ови / нож-еви         | корен-и-те град-ови-те / нож-еви-те            |
| Мужской | лицо    | маж слуга татко / вујче | маж-от слуга-та татко-то / вујче-то | маж-и слуг-и татк-овци / вујч-евци | маж-и-те слуг-и-те татк-овци-те / вујч-евци-те |
| Женский | Женский | жена ноќ                | жена-та ноќ-та                      | жен-и ноќ-и                        | жен-и-те ноќ-и-те                              |
| Средний | Средний | место пиле / дете       | место-то пиле-то / дете-то          | мест-а пил-иња / дец-а             | мест-а-та пил-иња-та / дец-а-та                |

Нарицательные существительные противопоставляются по признаку определённости / неопределённости. Определённость выражается при помощи постпозитивного артикля (члена), который присоединяется к флексии существительного или же (при наличии определяемых слов перед существительным) к флексии первого слова именной синтагмы:
- неопределённость — соба «комната»;
- определённость — собата «(эта) комната», големата соба «(эта) большая комната», мојата голема соба «моя большая комната».

Особенностью македонского языка (и его западных говоров) является наличие противопоставления артикля с морфом -т-, не выражающего пространственного признака, и артиклей с морфами -в- / -н-, представляющими признак близости / удалённости: книгата «(эта) книга» — книгава «(вот эта) книга» — книгана «(та) книга». Зачастую артикли с морфами -в- / -н- применяются в оценочно-экспрессивном значении.
Неопределённость выражается как отсутствием у существительного определённого члена, так и сочетанием существительного с числительным (местоимением) еден «один»: еден човек «один человек», една жена «одна женщина».
Формы определённого постпозитивного артикля (члена) существительных:
| Тип определённости  | Единственное число | Единственное число | Единственное число | Множественное число | Множественное число | Множественное число |
| Тип определённости  | Мужской род        | Женский род        | Средний род        | Мужской род         | Женский род         | Средний род         |
| ------------------- | ------------------ | ------------------ | ------------------ | ------------------- | ------------------- | ------------------- |
| Общая форма         | -от                | -та                | -то                | -те                 | -те                 | -та                 |
| Близость объекта    | -ов                | -ва                | -во                | -ве                 | -ве                 | -ва                 |
| Удалённость объекта | -он                | -на                | -но                | -не                 | -не                 | -на                 |

К существительным могут присоединяться частицы по- и най-, являющиеся показателями степеней сравнения: мајстор «мастер» — помајстор «больший мастер» — најмајстор «лучший мастер».

#### Имя прилагательное
Имена прилагательные (придавки) характеризуются словоизменительными категориями рода, числа и определённости. По значению прилагательные делят на качественные и относительные. Качественные прилагательные образуют степени сравнения. По сходству словоизменения к прилагательным близки порядковые числительные.
Род и число прилагательных указывают на род и число тех существительных, с которыми они согласуются.
Качественные прилагательные имеют три степени сравнения: положительную (без показателя) и, выражаемые аналитически, сравнительную и превосходную степени.
Сравнительная степень образуется с помощью частицы по-, превосходная — с помощью частицы най-: нов «новый», добар «хороший» — понов «более новый»/«новее»; подобар
«более хороший»/«лучше»; — најнов «новейший» најдобар «наилучший».
В классе относительных выделяется группа притяжательных прилагательных: татков «отцов», кравји «коровий».
Парадигма форм прилагательных трёх родов единственного и множественного числа на примере слов бел «белый» (форма единственного числа мужского рода с нулевой флексией), градски «городской» (форма единственного числа мужского рода с флексией -и) и птичји «птичий» (притяжательное прилагательное) — в определённой форме приведён один вид члена с морфом -т-:
| Род     | Единственное число   | Единственное число             | Множественное число    | Множественное число             |
| Род     | Общая форма          | Определённая форма             | Общая форма            | Определённая форма              |
| ------- | -------------------- | ------------------------------ | ---------------------- | ------------------------------- |
| Мужской | бел градск-и птичј-и | бел-иот градск-и-от птичј-и-от | бел-и градск-и птичј-и | бел-и-те градск-и-те птичј-и-те |
| Женский | бел-а птичј-а        | бел-а-та птичј-а-та            | бел-и птичј-и          | бел-и-те птичј-и-те             |
| Средний | бел-о птичј-е        | бел-о-то птичј-е-то            | бел-и птичј-и          | бел-и-те птичј-и-те             |

Адъективные флексии и членные морфемы присущи также причастиям, местоименным прилагательным и порядковым числительным.
Помимо притяжательных прилагательных и прилагательных с суффиксом -ск- флексии -и встречаются у некоторых прилагательных мужского рода, согласуемых с именами людей, а также входящих в состав топонимов или устойчивых выражений: премудар «премудрый» — премудри Соломон «премудрый Соломон», долен «нижний» — Долни Сарай «Нижний Сарай», драг «дорогой» — драги мој «мой дорогой».
Ряд прилагательных изменяется только по числам: касметлија «счастливый», «счастливая», «счастливое» — касметлији «счастливые». Некоторые прилагательные не изменяются не только по родам, но и по числам. Например, тазе «свежий»: тазе леб «свежий хлеб», тазе млеко «свежее молоко», тазе јаболка «свежие яблоки». Как правило, такие прилагательноые являются турецкими заимствованиями.

#### Числительное
Как часть речи числительное (броеви) не обладает единой и чёткой грамматической характеристикой. Два основных класса числительных, порядковые и количественные, объединяются в основном только семантикой. При этом порядковые числительные по морфологическим и синтаксическим признакам сходны с прилагательными.
Количественные числительные не изменяются по родам и согласуются только с существительными множественного числа. Исключение составляет изменяющееся по числам и родам числительное еден «один» (и составные числительные, включающие еден): еден, една, едно — едни, а также дваесет и еден, дваесет и една, триесет и еден и т. д. Кроме этого, числительное два «два» имеет форму мужского (два) и женского рода (две), а числительные илјада «тысяча», милион «миллион» и милијарда «миллиард» изменяются по числам (илјада — три илјади «три тысячи»). Числительные два, три «три», четири «четыре» сочетаются с существительными мужского рода в форме счётного множественного числа: два коња «два коня», три града «три города». С существительными, обозначающими лиц мужского пола, сочетаются числительные особого класса — лично-мужские: двајца селани «двое крестьян», тројца селани «трое крестьян», петмина селани «пятеро крестьян». Числительные могут характеризоваться признаком определённости (милионот «(этот) миллион»). У составных числительных артикль добавляется к последнему слову (сто и двата «(эти) сто два»), при наличии в конце числительного слов илјада, милион, милијарда — к предпоследнему (трите илјади «(эти) три тысячи»). Определённая форма лично-мужских числительных образуется добавлением артикля перед суффиксом -мина (деветтемина «(эти) девятеро»).
Порядковые числительные имеют формы рода и числа. Формы от 9 до 100 образуются при помощи морфемы -ти (-та, -то), добавляемой к основе количественного числительного. Формы, обозначающие сотни, образуются добавлением морфемы стоти / стотен (стота / стотна).
Числительные от «одного» до «двадцати одного» (для изменяющихся по родам приведены формы только мужского рода):
|    | Количественные | Порядковые     | Лично-мужские |
| -- | -------------- | -------------- | ------------- |
| 1  | еден           | прв            | —             |
| 2  | два            | втор           | двајца        |
| 3  | три            | трет           | тројца        |
| 4  | четири         | четврти        | четворица     |
| 5  | пет            | петти          | петмина       |
| 6  | шест           | шести          | шестмина      |
| 7  | седум          | седми          | седуммина     |
| 8  | осум           | осми           | осуммина      |
| 9  | девет          | деветти        | деветмина     |
| 10 | десет          | десетти        | десетмина     |
| 11 | единаесет      | единаесетти    | —             |
| 12 | дванаесет      | дванаесетти    | —             |
| 13 | тринаесет      | тринаесетти    | —             |
| 14 | четиринаесет   | четиринаесетти | —             |
| 15 | петнаесет      | петнаесетти    | —             |
| 16 | шеснаесет      | шеснаесетти    | —             |
| 17 | седумнаесет    | седумнаесетти  | —             |
| 18 | осумнаесет     | осумнаесетти   | —             |
| 19 | деветнаесет    | деветнаесетти  | —             |
| 20 | дваесет        | дваесетти      | —             |
| 21 | дваесет и еден | дваесет и прв  | —             |

Числительные от «тридцати» до «миллиона» (числительные илјада и милијарда имеют форму только женского рода):
|        | Количественные | Порядковые                 | Лично-мужские |
| ------ | -------------- | -------------------------- | ------------- |
| 30     | триесет        | триесетти                  | —             |
| 40     | четириесет     | четириесетти               | —             |
| 50     | педесет        | педесетти                  | —             |
| 60     | шеесет         | шеесетти                   | —             |
| 70     | седумдесет     | седумдесетти               | —             |
| 80     | осумдесет      | осумдесетти                | —             |
| 90     | деведесет      | деведесетти                | —             |
| 100    | сто            | стоти                      | стомина       |
| 200    | двесте         | двестоти / двестотен       | —             |
| 300    | триста         | тристоти / тристотен       | —             |
| 400    | четиристотини  | четиристоти / четиристотен | —             |
| 500    | петстотини     | петстотен                  | —             |
| 600    | шестстотини    | шестстотен                 | —             |
| 700    | седумстотини   | седумстотен                | —             |
| 800    | осумстотини    | осумстотен                 | —             |
| 900    | деветстотини   | деветстотен                | —             |
| 1000   | илјада         | илјадити / илјаден         | илјадамина    |
| 1 млн  | милион         | милионити                  | —             |
| 1 млрд | милијарда      | милијардски                | —             |

#### Местоимение
Местоимения (заменки) образуют три группы, каждая из которых по морфологическим и синтаксическим признакам близка другим частям речи. Так называемые местоимения-существительные (јас «я», ти «ты», кој «кто», што «что», тоа «это», никој «никто», некој «кто-то») близки именам существительным, местоименные прилагательные (тој «этот», чиј «чей», нечиј «чей-то», мој(от) «мой», никој «никакой») не отличаются от имён прилагательных, местоименные наречия сходны с наречиями.
По различиям в семантике выделяют следующие разряды местоимений:
- личные местоимения: јас «я», ти «ты», тој «он», таа «она», тоа «оно», ние «мы», вие «вы», тие «они»; лично-притяжательные: мој(от) «мой», твој(от) «твой», негов(иот) «его», нејзин(иот) «её», наш(иот) «наш», ваш(иот) «ваш», нивни(от) «их»;
- возвратные местоимения: себе «себя», включая возвратно-притяжательное свој(от) «свой»;
- вопросительные местоимения: кој «кто» (с формами кого, кому), што «что», кој «который», «какой», включая притяжательное чиј «чей»;
- указательные местоимения: тој «этот», «он», овој «этот», оној «тот», тоа «это», ова «это», она «то», таков, толкав «такой»;
- отрицательные местоимения: никој «никто», ништо «ничто», «ничего», никој «никакой», включая притяжательное ничиј «ничей»;
- определительные местоимения: секој «всякий», «каждый», сè, сешто «всё»;
- неопределённые местоимения: некој «кто-то», «кто-нибудь», еден «один», «кто-то», «какой-то», кој-годе «кто угодно», кој било, кој и да е «кто бы то ни был», нешто «нечто», «что-то», «что-нибудь», што било, што и да е «что бы то ни было», некој «какой-то», «какой-нибудь», кој-годе «какой угодно», включая притяжательное нечиј «чей-то»;
- относительные местоимения: кој / којшто «который», што «что», включая притяжательное чиј, чијшто «чей» и т. д.

Местоимения могут указывать на лица (кој «кто», никој «никто») или на предметы (што «что», ништо «ничто», «ничего»). Адъективное указательное местоимение тој «этот» имеет формы, указывающие на положение предмета в пространстве: близкое (форма овој «этот») или далёкое (форма оној «тот»). Различают формы местоимений, указывающие на свойство или признак по качеству (таков «такой», близкое — ваков, далёкое — онаков) и по величине (толкав «такой», близкое — (в)олкав, далёкое — онолкав).
Субстантивные местоимения имеют падежные формы: субъектную (подлежащее), объектную (прямое дополнение), косвеннообъектную (косвенное дополнение адресата) и предложную: кој «кто», кого / кого го, кому / кому му, (за) кого. Адъективные местоимения характеризуются категориями рода и числа: чиј «чей», чие «чьё», чија «чья», чии «чьи».
Личные и лично-возвратные местоимения характеризуются категориями лица, падежа, рода и числа (в винительном и дательном падежах первой приведена полная форма местоимения, второй — краткая):
| Форма                               | Единственное число | Единственное число | Единственное число | Единственное число | Единственное число | Множественное число | Множественное число | Множественное число | Лично- возвратное        |
| Форма                               | 1-е лицо           | 2-е лицо           | 3-е лицо           | 3-е лицо           | 3-е лицо           | 1-е лицо            | 2-е лицо            | 3-е лицо            | Лично- возвратное        |
| Форма                               | 1-е лицо           | 2-е лицо           | мужской род        | женской род        | средний род        | 1-е лицо            | 2-е лицо            | 3-е лицо            | Лично- возвратное        |
| Форма                               | я                  | ты                 | он                 | она                | оно                | мы                  | вы                  | они                 | себя                     |
| ----------------------------------- | ------------------ | ------------------ | ------------------ | ------------------ | ------------------ | ------------------- | ------------------- | ------------------- | ------------------------ |
| Субъектная (именительный падеж)     | јас                | ти                 | тој                | таа                | тоа                | ние                 | вие                 | тие                 | —                        |
| Объектная (винительный падеж)       | мене, ме           | тебе, те           | него, го           | неа, ја            | него, го           | нас, нѐ             | вас, вѐ             | нив, ги             | себе (си), се            |
| Косвеннообъектная (дательный падеж) | мене, ми           | тебе, ти           | нему, му           | нејзе, ѝ           | нему, му           | нам, ни             | вам, ви             | ним, им             | (на) себе (си), си       |
| Предложная                          | (за) мене          | (за) тебе          | (за) него          | (за) неа           | (за) него          | (за) нас            | (за) вас            | (за) нив            | (за) себе / (за) себе си |

Полная форма личных местоимений в винительном и дательном падежах при глаголе удваивается краткой формой: Го сакам него «Я люблю его».
Формы местоимений 3-го лица он, она, оно, они, распространённые в северных и юго-восточных македонских диалектах, могут допускаться в литературном языке как варианты форм тој, таа, тоа, тие.

#### Глагол
Глагол (глагол) характеризуется категориями вида, залога, двух типов модальности (наклонения и пересказа), времени, лица, рода и числа.
Инфинитив в македонском языке отсутствует, его функцию выполняет глагольная форма настоящего времени в сочетании с частицей да (да-конструкция): во полумракот можеше да се види «в полумраке можно было видеть». Образование глаголов всех форм происходит от двух основ — от основы настоящего времени и от основы аориста. Основа настоящего времени в зависимости от различий тематических гласных (-а-, -и-, -е-) подразделяется на классы (спряжения), основа аориста делится на разряды (в соответствии с тематическими -а-, -и-, -е-, -о- / -е-, -ø-).
В категории вида противопоставляются глаголы, выражающие целостность / нецелостность и предельность / непредельность действия: совершенные и несовершенные. Они могут образовывать видовые пары: дојде «прийти» — доаѓа «приходить», купи «купить» — купува «покупать». Основные способы формирования глаголов совершенного и несовершенного вида — префиксация и суффиксация. Некоторые глаголы, например, јаде «ест» / «поест», могут быть в одном случае глаголами совершенного вида, в другом — несовершенного.
Значение пассивного залога выражается при помощи глаголов с возвратным элементом се в пассивной конструкции или при помощи причастия на -н / -т с глаголом-связкой «быть». Зачастую оппозиция актив / пассив в македонском языке не имеет чёткого выражения: Тој е миен (от мие «моет» и от се мие «моется») «Он вымыт», но также «Он вымылся». В этом случае значения актива или пассива различаются по контексту и наличию синтаксической конструкции, указывающей на агенс.
К характеристикам глагола в македонском языке относится также категория переходности / непереходности. Глаголы, действие которых направлено на объект, становятся переходными в сочетании с кратким личным местоимением в винительном падеже: Тој легна «Он лёг» — Тој го легна детето «Он уложил ребёнка». Глаголы с возвратным элементом се (се бори «борется», се шегува «шутит») являются непереходными. Выделяются глаголы с показателем переходности / непереходности (Тој ме смее «Он меня смешит» — краткое личное местоимение ме) и без показателя (Чита книга «Он читает книгу»).
Выделяется группа безличных глаголов, выражающих процесс без действующего лица или предмета: Грми «Гремит», Се вели «Говорят»..
Категория наклонения представлена формами глаголов изъявительного, повелительного и условного наклонения (кондиционала и потенциала), а также конъюнктива.
В македонском языке имеются глагольные формы пересказа, они используются в основном при оценке действия с точки зрения говорящего как недостоверного (в речи говорящего передаются данные о событии с чужих слов). Данные формы могут быть представлены в изъявительном и сослагательном наклонении, а также в конъюнктиве с обязательным компонентом в виде имперфектной или аористной формы на -l.
Категории лица и числа выражаются в личных простых формах глагола флексиями, в сложных глагольных формах — также вспомогательными глаголами сум «я есть» и има «имеет», «имеется». В формах глаголов единственного числа флексии также являются показателями рода.
Глагольная форма на -l, употребляемая в составе сложных времён, образуется от основ имперфекта и аориста при помощи флексий рода и числа:
- единственное число: рекол «сказал», напишал «написал» — мужской род; рекла, напишала — женский род; рекло, напишало — средний род;
- множественное число: рекле «сказали», напишале «написали».

Формы лица и числа глаголов сум и има:
| Лицо | Лицо               | Единственное число | Единственное число | Множественное число | Множественное число |
| Лицо | Лицо               | «быть»             | «иметь»            | «быть»              | «иметь»             |
| ---- | ------------------ | ------------------ | ------------------ | ------------------- | ------------------- |
| 1-е  | настоящее время    | сум                | имам               | сме                 | имаме               |
| 1-е  | аорист / имперфект | бев                | имав               | бевме               | имавме              |
| 2-е  | настоящее время    | си                 | имаш               | сте                 | имате               |
| 2-е  | аорист / имперфект | беше               | имаше              | бевте               | имавте              |
| 3-е  | настоящее время    | е                  | има                | се                  | имаат               |
| 3-е  | аорист / имперфект | беше               | имаше              | беа                 | имаа                |

Система глагольных времён представлена многочисленными формами: настоящее, будущее, будущее в прошедшем, перфект (I и II), будущее результативное. Кроме них в македонском языке сохраняются аорист, имперфект и плюсквамперфект, утраченные большинством остальных славянских языков. Плюсквамперфект, как и перфект, имеет две формы — I и II.
Определённые времена (локализованные во времени, нерезультативные) противопоставляются по признакам: предшествование (аорист с признаком прекращённости действия и аорист без этого признака, имперфект с признаком непрекращённости действия) — одновременность (настоящее время, имперфект) — следование относительно момента речи или прошедшего ориентационного момента (будущее время, будущее в прошедшем). При этом аорист с признаком прекращённости действия, имперфект с признаком непрекращённости действия, настоящее и будущее время описывают настоящий момент речи, а аорист, имперфект и будущее в прошедшем описывают прошедший момент. Неопределённые времена (нелокализованные во времени, результативные) противопоставляются по признакам: одновременность (перфект I, II, плюсквамперфект I, II) — следование относительно момента речи или прошедшего ориентационного момента (будущее результативное, будущее результативное в прошедшем). Настоящий момент речи выражают перфект I, II и будущее результативное, прошедший момент — плюсквамперфект I, II и будущее результативное в прошедшем. Определённые времена в отличие от неопределённых могут употребляться в связном повествовании и выражать динамику развития ситуации или её статичность.
Различаемые формально, формы перфекта I и II, плюсквамперфекта I и II, а также сочетания причастия на -н / -т с глаголом сум могут выражать конкретный результат совершившегося действия, актуальный в определённый момент. В связи с этим ряд исследователей считает возможным выделять в македонском языке особую грамматическую категорию результатива.
Три темпоральные формы глагола являются простыми (образуются синтетически) и семь форм являются составными (аналитическими). К простым относятся настоящее время, аорист и имперфект.
Настоящее время (гледа «видит», носи «несёт», јаде «ест»):
| Лицо     | а-класс   | а-класс   | и-класс   | и-класс   | е-класс   | е-класс   |
| Лицо     | ед. число | мн. число | ед. число | мн. число | ед. число | мн. число |
| -------- | --------- | --------- | --------- | --------- | --------- | --------- |
| 1-е лицо | гледам    | гледаме   | носам     | носиме    | јадам     | јадеме    |
| 2-е лицо | гледаш    | гледате   | носиш     | носите    | јадеш     | јадете    |
| 3-е лицо | гледа     | гледаат   | носи      | носат     | јаде      | јадат     |

Имперфект:
| Лицо     | а-класс   | а-класс   | и-класс   | и-класс   | е-класс   | е-класс   |
| Лицо     | ед. число | мн. число | ед. число | мн. число | ед. число | мн. число |
| -------- | --------- | --------- | --------- | --------- | --------- | --------- |
| 1-е лицо | гледав    | гледавме  | носев     | носевме   | јадев     | јадевме   |
| 2-е лицо | гледаше   | гледавте  | носеше    | носевте   | јадеше    | јадевте   |
| 3-е лицо | гледаше   | гледаа    | носеше    | носеа     | јадеше    | јадеа     |

Аорист (чита «читает», моли «просит», оздрави «выздоравливает», брои «считает», пиша «пишет», сотре «истребляет», даде «даёт», измие «вымывает»):
| Лицо     | а-класс   | а-класс   | и-класс   | и-класс   | и-класс   | и-класс    | и-класс   | и-класс   |
| Лицо     | а-разряд  | а-разряд  | а-разряд  | а-разряд  | и-разряд  | и-разряд   | е-разряд  | е-разряд  |
| Лицо     | ед. число | мн. число | ед. число | мн. число | ед. число | мн. число  | ед. число | мн. число |
| -------- | --------- | --------- | --------- | --------- | --------- | ---------- | --------- | --------- |
| 1-е лицо | читав     | читавме   | молив     | моливме   | оздравев  | оздравевме | бpojaв    | бpojaвме  |
| 2-е лицо | чита      | читавте   | моли      | моливте   | оздраве   | оздравевте | бpoja     | бpojaвте  |
| 3-е лицо | чита      | читаа     | моли      | молијa    | оздраве   | оздравеа   | бpoja     | бpojaа    |

| Лицо     | е-класс   | е-класс   | е-класс   | е-класс   | е-класс      | е-класс      | е-класс   | е-класс   |
| Лицо     | а-разряд  | а-разряд  | е-разряд  | е-разряд  | о / е-разряд | о / е-разряд | ø-разряд  | ø-разряд  |
| Лицо     | ед. число | мн. число | ед. число | мн. число | ед. число    | мн. число    | ед. число | мн. число |
| -------- | --------- | --------- | --------- | --------- | ------------ | ------------ | --------- | --------- |
| 1-е лицо | пишав     | пишавме   | сотрев    | сотревме  | дадов        | дадовме      | измив     | измивме   |
| 2-е лицо | пиша      | пишавте   | сотре     | сотревте  | даде         | дадовте      | изми      | измивте   |
| 3-е лицо | пиша      | пишаа     | сотре     | сотреа    | даде         | дадоа        | изми      | измијa    |

По модели «настоящее время вспомогательного глагола сум с l-формой смыслового глагола и флексиями рода и числа» образуются формы перфекта I, пересказывательного аориста, пересказывательного имперфекта и пересказывательного настоящего времени: прочита «прочитывает» — сум прочитал / сум прочитала, си прочитал / си прочитала, прочитал / прочитала / прочитало (в 3-м лице вспомогательный глагол опускается), сме прочитале и т. д.

По модели «имперфект вспомогательного глагола сум с l-формой и флексиями рода и числа» образуются формы плюсквамперфекта I: бев прочитал / бев прочитала, беше прочитал / беше прочитала / беше прочитало, бевме прочитале и т. д.

По модели «настоящее время вспомогательного глагола има / нема с причастием на -н / -т и флексией среднего рода единственного числа» образуются формы перфекта II: гледа «смотрит» — имам гледано, имаш гледано, има гледано, имаме гледано и т. д.

По модели «имперфект вспомогательного глагола има / нема с причастием на -н / -т и флексией среднего рода единственного числа» образуются формы плюcквамперфекта II: виде — имав видено, имаше видено, имавме видено и т. д.

По модели «пересказывательная форма от вспомогательного глагола има в соответствующем времени с причастием на -н- / -т- и флексией среднего рода единственного числа» образуются пересказывательные формы перфекта II и плюсквамперфекта II: имал видено «(якобы) видел», бил имал видено «(якобы, до некоторого момента в прошлом) видел».
Образование форм будущего времени происходит при помощи частицы ќе и формы глагола настоящего времени совершенного / несовершенного вида. В отрицательных формах перед ќе добавляется частица не или вместо ќе может выступать сочетание глагольной формы имам и частицы да: ќе носам «принесу», ќе носиш «принесёшь», ќе носи «принесёт» и т. д., не ќе носам / нема да носам «не принесу».

По модели «частица ќе с имперфектом глагола совершенного / несовершенного вида» образуются формы будущего в прошедшем времени: ќе носев, ќе носеше, ќе носевме и т. д. с отрицанием не ќе носев, реже — немаше да носам.

По модели «частица ќе с перфектом II» образуются формы будущего результативного времени: ќе имам видено, ќе имаш видено и т. д. с отрицанием нема да имам видено / не ќе имам видено.
Повелительное наклонение образуется с помощью морфем -j, -јте (а-класс и глаголы и-класса и е-класса с основой на гласную перед и, е); -и, -ете (и-класс и е-класс с основой на согласную): гледај «смотри», гледајтe «смотрите», пиј «пей», пијтe «пейте», пој «пой», појтe «пойте»; носи «носи», носетe «носите», земи «возьми», земетe «возьмите».

Формы кондиционала совпадают с глагольными формами следования, прежде всего, с формами будущего в прошедшем времени с ќе и с нема да / немаше да: ако ми се jaвитe, ќе дојдам «если вы меня позовёте, то я приду» (условия выполнимые ожидаемые); ако ми се jaвевтe, ќе дојдев «если бы вы меня позвали, я бы уже пришёл» (условия невыполнимые ожидаемые).

Формы потенциала образуются при помощи частицы би и l-формы смыслового глагола
совершенного / несовершенного вида: ако ми се jaвитe, би дошол «если бы вы меня позвали, я бы пришёл» (условия выполнимые гипотетические).

Формы конъюнктива образуются при помощи частицы да со спрягаемой формой смыслового глагола совершенного / несовершенного вида в настоящем времени, имперфекте, реже в перфекте I, II: да дојде «чтобы он пришёл», «пусть придёт».

Формы пересказа будущего времени, будущего в прошедшем и кондиционала с частицей ќе и конъюнктива с да содержат l-форму от имперфектной основы смыслового глагола при сохранении частиц ќе и да: ќе сум дојдел «я (дескать, мол) (не) должен был прийти / чуть не пришёл» и т. д. (пересказ будущего, будущего в прошедшем и кондиционала); да сум дојдел «чтобы я да пришёл? (как бы не так)» (пересказ конъюнктива).
При образовании пересказывательных форм глаголов времён следования и кондиционала, содержащих элемент има / нема, данный элемент принимает l-форму: немало да дојдеш «(говорят), ты не должен был прийти / (говорили), что ты не придёшь» (пересказ будущего, будущего в прошедшем и кондиционала). Для потенциала различие форм пересказа / непересказа нехарактерно.
Неличные формы глагола: причастия, деепричастия и глагольные существительные.
Причастия образуются преимущественно от основы аориста с помощью суффикса -н / -ен / -т / -ет и флексии рода и числа по типу флексий прилагательных. В зависимости от вида исходного глагола причастие может обозначать пассив, действительный залог, результат прошедшего действия или признак процесса действия: читан «читанный», «читаемый», прочитан «прочитанный».
Деепричастия образуются от основы настоящего времени глаголов несовершенного вида с помощью суффикса -jќи (а-класс) / -ејќи (и-класс, е-класс) и обозначают действие, сопровождающее основное глагольное действие: седејќи «сидя», дигнувајќи «поднимая».
Глагольные существительные образуются от основы настоящего времени глаголов несовершенного вида с помощью морфем -ње (а-класс), -ење (и-класс, е-класс), имеют форму среднего рода единственного числа, обозначают процесс действия: венчање «венчание», читање «чтение», седење «сидение».
Частицы степеней сравнения по- и най- могут находиться в препозиции к глаголам: пó знае «знает больше (лучше)» — нај знае «знает больше (лучше) всех» — понезнае «знает ещё меньше».

#### Наречие
Наречия (прилози) подразделяют на несколько разрядов, различающихся по семантике:
- наречия времени — денес «сегодня», лани «в прошлом году», рано «рано»;
- наречия места — близу «близко», овде «здесь», горе «вверх»;
- наречия количества и качества — малку «мало», многу «много» и т. п.

Для наречий характерно наличие степеней сравнения: положительная степень — добро «хорошо»; сравнительная степень с частицей по- — подобро «лучше»; превосходная степень с частицей най- — најдобро «лучше всего».

#### Предлоги
Предлоги (предлози) в македонском языке являются важнейшим средством выражения синтаксических отношений имён существительных. Предлоги делятся на простые (из одного слова — без «без»; за «за», «для», «о», «на», «в»; од «от», «с», «из»; в / во «в») и сложные (составные — покрај «рядом с», «у», «вдоль», «кроме»; сосе «с», «вместе с»). Возможно одновременное употребление двух или трёх предлогов, каждый из которых сохраняет своё значение: Тој излезе од зад врата «Он вышел из-за двери».
Некоторые предлоги помимо обстоятельственных выполняют грамматические функции:
- на: является косвенным дополнением адресата действия, сопровождает существительное со значением адресата и дублирующее его краткое личное местоимение: Ѝ давам на Марија книга «Даю Марии книгу», нередко при этом выражается значение принадлежности: Му ја давам на Иван книга на сестра ми «Даю Ивану книгу моей сестры»; в неграмматической функции на имеет значения «на», «в»;
- од: выражает значение принадлежности, связанное со значением происхождения: поглед од жена му «взгляд его жены»; значение партитивности: од грозје не каснал «не попробовал винограда»; сравнение: повисок од мене «выше меня»; указание на источник или причину действия в пассивных конструкциях: убиен од куршум «убитый пулей» и т. д.; в неграмматической функции предлог од имеет значения «от», «из», «с», «из»;
- со: выражает значение инструментальности: со метла «метлой»; в неграмматической функции предлог со имеет значения «с» и т. д.

#### Союзы
Союзы (сврзници) выражают связь между частями сложного предложения. Для выражения сочинительной связи используются соединительные (и «и»; пa «и» «затем»; исто «также и»), противительные (а «а», «как только»; или «или», но «но») и разделительные союзы (или «или»; ту… ту «то… то»; само «только», «лишь»). Для выражения подчинительной связи используются союзы да «чтобы», «если»; што «что», «который»; кога «когда»; додека «до тех пор пока»; бидејќи «поскольку» и т. д.

#### Частицы
Частицы (честички) образуют аналитические формы слова и выражают синтаксические и модальные значения предложения.
К исключительно формообразующим относятся частицы ќе, би, годе. Функцию утверждения выполняет частица да «да»; функцию отрицания — не «нет», «не», ни «ни»; вопросительную функцию — ли «ли», дали «ли», зар «разве?», «неужели?»; побудительную функцию — нека «пусть», де «ну», ајде «ну-ка», «айда»; указательную функцию — еве, ете «вот», ене «вон» и т. д.

#### Модальные слова
Модальные слова (модални зборови) близки по значению частицам. К ним относятся глагольные формы (значи «значит», можеби «может быть»); наречия (веројатно «вероятно», бездруго «непременно»); сочетания существительных и местоимений с предлогами (за жал «к сожалению», за среќа «к счастью», без сомнение «без сомнения») и т. д.

#### Междометия
Междометия (извици) выражают эмоциональные и эмоционально-волевые реакции на происходящие события: Море како! «Как бы не так!» Море летање! «Вот это полёт!» В разговорном македонском языке междометия могут употребляться при обращении: к лицу мужского пола — бре! / бреј! «эй, ну ты!», к мужчине или ребёнку — море! «эй, слушай», к женщине — мори! «эй, слушай!» и т. д.

#### Словообразование
К основным способам словообразования в македонском языке относятся: префиксация, суффиксация, префиксация с суффиксацией, словосложение (с инфиксацией и без инфиксации), субстантивация прилагательных, адвербиализация существительных и т. д.

### Синтаксис
Для синтаксиса македонского языка характерен порядок слов SVO: с подлежащим в неопредёленной форме — Јас читам книга «Я читаю книгу»; с подлежащим в определённой форме, за которым следует краткое местоимение в винительном падеже — Стојан ја сака Мария «Стоян любит Марию», Тој ја чита книгата «Он читает книгу». Возможен также порядок слов OVS: Иван го сака Марија «Ивана любит Мария».
Личное местоимение, информацию о котором несёт глагольная форма, часто может опускаться: Читам книга «Читаю книгу», Што сакаш? «Чего ты хочешь?»
Синтаксические отношения имён выражаются главным образом с помощью предлогов. Кроме предлогов в выражении объектных и посессивных отношений имён могут использоваться также краткие формы личных местоимений.
Виды предложных синтаксических отношений:
- локативность: Таа оди на кино «Она идёт в кино», Влегов во собата «Я вошёл в комнату»;
- темпоральность: Ќе дојдам по еден час «Я приду через час»;
- инструментальность: Работам со лопата «Я работаю лопатой»;
- социативность: Работам со еден колега «Работаю с одним коллегой» и т. п.

В македонском языке распространена проклиза кратких местоимений: Му го дадов «Я ему его (это) дал». В повелительном наклонении краткие местоимения находятся в позиции энклитик: Дај ми го! «Дай мне его (это)!» Проклитики при глаголе всегда занимают определённое положение: на первой позиции отрицательная частица не, за ней — местоимение в дательном падеже, местоимение в винительном падеже и глагольная форма: (Не) ми се пие «Мне (не) хочется пить»; Дали си му ги дал? «Дал ли ты ему их?»
Местоименный повтор дополнения в македонском языке носит грамматический характер.
Краткие местоимения в винительном падеже дублируют прямое дополнение, обозначающее определённый объект. Краткие местоимения в дательном падеже дублируют косвенное дополнение.
Глагол-связка чаще всего не опускается. Согласованные определения обычно предшествуют определяемому имени. Несогласованные определения обычно следуют после определяемого.
Выражение отрицания оформляется при помощи частицы не, стоящей перед сказуемым: Тој не дојде «Он не пришёл», Не бев јас «Это был не я». Отмечается двойное и тройное выражение отрицания: Никој никому ништо не рече «Никто никому ничего не говорит».

Вопрос оформляется при помощи интонации или сочетания интонации с вопросительными частицами, местоимениями или наречиями: Одиме? «Пошли?» / «Пойдём?», Вчера дојде? / Вчера ли дојде? «Ты вчера приехал?», Дали знаеш? «(Ты) знаешь?», Кога дојде? «Когда (он, ты) пришёл?»
Сложные предложения по типу соединения их простых компонентов делят на сложносочинённые и сложноподчинённые. Первые образуются бессоюзной связью или при помощи сочинительных союзов. Вторые — при помощи подчинительных союзов, относительных и вопросительных местоимений.

Отношения, которыми характеризуются сложные предложения, могут быть выражены причастными и деепричастными оборотами, или же обособлениями с глагольным существительным значения процесса.

### Лексика
Основной словарный состав македонского языка, так же, как и лексический фонд других славянских языков, составляют слова, принадлежащие общеславянской лексике: човек «человек», село «село», земја «земля», «страна», леб «хлеб», дрво «дерево», оди «ходит, идёт», јаде «ест».
В результате многовекового взаимовлияния народов, живущих на Балканах, в словарный состав македонских диалектов влились многочисленные заимствования из греческого, сербского, турецкого, албанского и других языков.
Из греческого языка в македонский заимствовалась как христианская, так и бытовая лексика: илјада «тысяча», панаѓур «ярмарка», макар «хотя», манастир «монастырь».
Из турецкого языка заимствовались термины, относящиеся к сфере государственного устройства и управления и хозяйственно-экономической жизни, в настоящее время они перешли в разряд историзмов, в активном употреблении сохранились только турцизмы бытовой сферы: шеќер «сахар», ракија «водка», чорап «чулок», «носок», занает «ремесло», памук «хлопок». Кроме того, из турецкого были заимствованы также суффиксы -џuја, -чија, -лак.
Сербские заимствования наиболее интенсивно стали проникать в македонский язык в XX веке, когда сербохорватский язык стал официальным в Вардарской Македонии. Вследствие того, что сербско-македонское двуязычие в той или иной мере сохраняется в Македонии и теперь сербская лексика продолжает заимствоваться в македонские диалекты, жаргоны, койне и просторечие до настоящего времени. Сербизмы в числе прочего составляют значительную часть политической и научной терминологии македонского языка (калькирование, заимствования интернационализмов посредством сербохорватского языка и прямые заимствования: извештај «отчёт», побарувачка «спрос», прецизност «точность», резултат «результат»).
Албанские заимствования чаще всего представлены в македонских диалектах, жаргонах и просторечии: чупа «девушка».
По мере утраты престижа многие турцизмы, грецизмы, сербизмы становятся элементами разговорного языка или просторечия, в литературном языке при этом появляются синонимы, характерные для нейтрального или высокого стиля речи: ава (турцизм) — воздух «воздух», талас (сербизм) — бран «волна», кандиса (грецизм) — се согласи «согласиться».
Книжная церковнославянская, а также культурная болгарская и сербская лексика заменяется в литературном языке на слова, образованные по македонским словообразовательным моделям: желание — желба «желание», сведение — податок «сведение».
В последнее время в македонский язык стала активно заимствоваться лексика из немецкого, французского, английского и других западноевропейских языков.

## История изучения

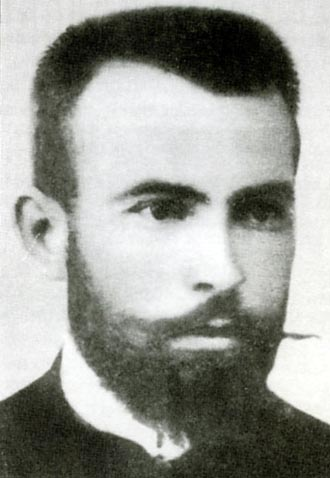
К. П. Мисирков, автор первой научно обоснованной кодификации македонского литературного языка

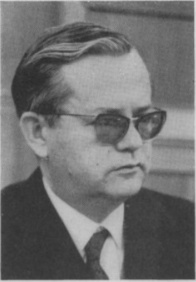
Б. Конеский, один из основных кодификаторов современного македонского литературного языка

Первые попытки изучения македонского языка отмечаются с XIX века — они связаны с опытом обращения представителей македонский интеллигенции к народному языку с целью создания общей литературной нормы для болгар и македонцев. В числе первых таких исследователей были П. Зографский, К. Миладинов, Р. Жинзифов, Г. Прличев, К. Шапкарев, Г. Пулевский. Первым же квалифицированным исследованием македонского языка можно назвать попытку создания в 1903 году варианта литературной нормы К. П. Мисирковым.
В XX веке в кодификацию, а также в научное исследование македонского языка, важнейший вклад внесли такие исследователи, как Б. Конеский (грамматика, орфография, лексикография, история), Б. Видоеский (диалектология), Б. Корубин (морфология, синтаксис, словообразование, ономастика), Л. Минова-Гюркова (синтаксис, стилистика), В. А. Мошин (история), П. Илиевский, Р. Угринова-Скаловска, С. Велковска и другие.
В 1945 году изданы орфографические правила македонского языка, которые дополнялись и пересматривались позднее, в 1950, 1970 и 1991 годах. В 1946 году первая грамматика для македонских школ была составлена К. Кепеским. В 1952 году грамматику на английском языке издал Х. Лант.
В 1953—1954 годах издана грамматика македонского языка Б. Конеского, в 1961—1966 годах выпущен словарь македонского языка в 3 томах. В 1950—1970-х годах начато издание научных журналов «Македонски јазик» и «Литературен збор».
В 1970—1980-х годах был опубликован многотомный словарь македонской народной поэзии, словарь иностранных слов и выражений и другие классические работы по македонскому языку.
В 1998—1999 годах была издана монография по македонской диалектологии Б. Видоеского (в 3 томах). В 2003—2008 годах был выпущен новый толковый словарь македонского языка в 4 томах. Изданы и издаются также македонско-сербскохорватские, македонско-русские и другие словари. В 1998 году издана коллективная монография «Македонски јазик», в которой дано описание новейших процессов развития современного македонского языка.
Научно-исследовательским центром изучения македонского языка стал, основанный в 1953 году, Институт македонского языка имени Крсте Мисиркова. Кроме того, в число важнейших центров македонистики входят отделение лингвистики и литературоведения Академии наук и искусств Северной Македонии и кафедра македонского языка философского факультета имени Блаже Конеского университета Святых Кирилла и Мефодия в Скопье. Помимо изучения македонского языка в их ведение входит совершенствование языковых норм, создание грамматик и словарей.
Важнейшие работы по македонистике были опубликованы такими зарубежными лингвистами, как В. Ягич, В. Облак, М. Малецкий, Р. де Брей, С. Франкс, Х. Лант, К. Нейлор, З. Тополинская, А. Вайян, В. Фридман и другими.
В СССР и России исследования по македонистике издавались А. М. Селищевым (история, диалектология), С. Б. Бернштейном, Р. П. Усиковой (грамматика, лексикография, социолингвистика) и другими славистами.

## Пример текста
«Печал» из сборника «Бели мугри» Кочо Рацина:
 Нема ли живот, нема ли

 љубов за живот голема,

 љубов за живот човечна

 у вија гради аргатски?

 Нема ли срце, нема ли

 срце — на срце срцето,

 срце — ширини широко

 срце — длабини длабоко —

 цел свет да збере, па да е

 за вија гради малечко?

 Нема ли бел ден, нема ли

 ден да е над деновите,

 ден да е на аргатите —

 ден — сонце вишен високо

 ден — море ширен широко,

 сонце да запре, да стои

 и времето зачудено:

 срцето пука обрачи

 и плиска знаме алово,

 срцето што се отвара

 и шири ширно широко —

 целиот свет да загрне!
Перевод на русский Николая Глазкова (в газете «Московский Литератор»).